# Daniel
| Ketuvim (Schriften) des Tanach                                                                      |
| --------------------------------------------------------------------------------------------------- |
| Sifrei Emet (poetische Bücher)                                                                      |
| - סֵפֶר תְּהִלִּים – Buch der Psalmen - אִיּוֹב – Ijob - מִשְלֵי שְׁלֹמֹה – Sprüche Salomos                          |
| חמש מגילות – Megillot (Festrollen)                                                                  |
| - רוּת – Buch Rut - שִׁיר הַשִּׁירִים – Hoheslied - קֹהֶלֶת – Kohelet - אֵיכָה – Klagelieder - אֶסְתֵּר – Buch Ester |
| Übrige                                                                                              |
| - דָּנִיּאֵל – Daniel - עֶזְרָא – Esra (einschließlich Nehemia) - דִּבְרֵי הַיָּמִים – Chronik (1–2 Chr)            |

| Schriftpropheten des Alten Testaments                                                                    |
| --- |
| Große Propheten                                                                                          |
| - Jesaja - Jeremia - Klagelieder Jeremias - Baruch mit Brief des Jeremia - Ezechiel - Daniel (+ Zusätze) |
| Kleine Propheten                                                                                         |
| - Hosea - Joel - Amos - Obadja - Jona - Micha - Nahum - Habakuk - Zefanja - Haggai - Sacharja - Maleachi |
| Namen nach dem ÖVBE Kursiv: Katholischer Deuterokanon                                                    |

Daniel (hebräisch דָּנִיּאֵל) ist die Hauptfigur des nach ihm benannten Buchs im Tanach. Danach war er ein jüdischer Apokalyptiker, Traumdeuter und Seher im babylonischen Exil, dem JHWH, Israels Gott, das apokalyptische Ende der Judäa beherrschenden Weltreiche und das folgende ewige Reich Gottes offenbarte.
Das Buch gibt vor, im 6. Jahrhundert v. Chr. verfasst worden zu sein. Auf Basis eines Vergleiches des Inhalts mit tatsächlichen historischen Ereignissen gehen die meisten Exegeten heute von einer tatsächlichen Entstehung, zumindest der hinteren Teile ab Kapitel 7 erst während der Konflikte der Makkabäer mit dem Seleukiden Antiochos IV. (167–164 v. Chr.) aus. Die dort geschriebenen Visionen kündigen dessen Untergang, den Beginn der Endzeit und die Auferstehung der gerechten Juden an. Ihre Autoren verknüpften diese Texte vermutlich mit älteren weisheitlichen Lehrerzählungen (Dan. 3-6 ), die nach Herbert Niehr im 5./4. Jahrhundert v. Chr. eine selbstständige literarische Einheit darstellten.
Vertreter einer frühen Entstehungszeit im 6. Jahrhundert weisen darauf hin, dass das Buch Daniel ohne die späteren apokryphen Teile zur hebräischen Bibel, dem Tanach, gehört und Daniel schon von seinem Zeitgenossen Hesekiel zu den großen religiösen Persönlichkeiten neben Noah und Hiob gezählt wird: „Wenn dann diese drei Männer im Lande wären, Noah, Daniel und Hiob, so würden sie durch ihre Gerechtigkeit allein ihr Leben retten, spricht Gott der HERR.“ (Hes 14,14 ).
Besondere Bedeutung erlangt das Buch Daniel auch durch Rückbezüge aus dem Neuen Testament. So nimmt die (Selbst-)Bezeichnung Jesu als „Menschensohn“ auf Dan 7,13 f.  Bezug. Und die synoptische Apokalypse verwendet in Mk 13,14  und Mt 24,15  übereinstimmend den Begriff eines Gräuels der Verwüstung (βδέλυγμα τῆς ἐρημώσεως), der in Dan 9,27  (vgl. ) eingeführt wird. Eindeutig stellt Matthäus dabei mit den Worten, „Wovon gesagt ist durch den Propheten Daniel“ den Bezug her.
Das Buch Daniel gehört zur biblischen Apokalyptik und wurde als eines der letzten Bücher in den jüdischen Bibelkanon aufgenommen. Dort gehört es zu den Ketuvim („Schriften“), im christlichen Alten Testament dagegen zu den vier „großen“ Propheten. Die Visionstexte beeinflussten das Urchristentum. Sie wurden unter anderem im Messianismus und Millenarismus bedeutsam.

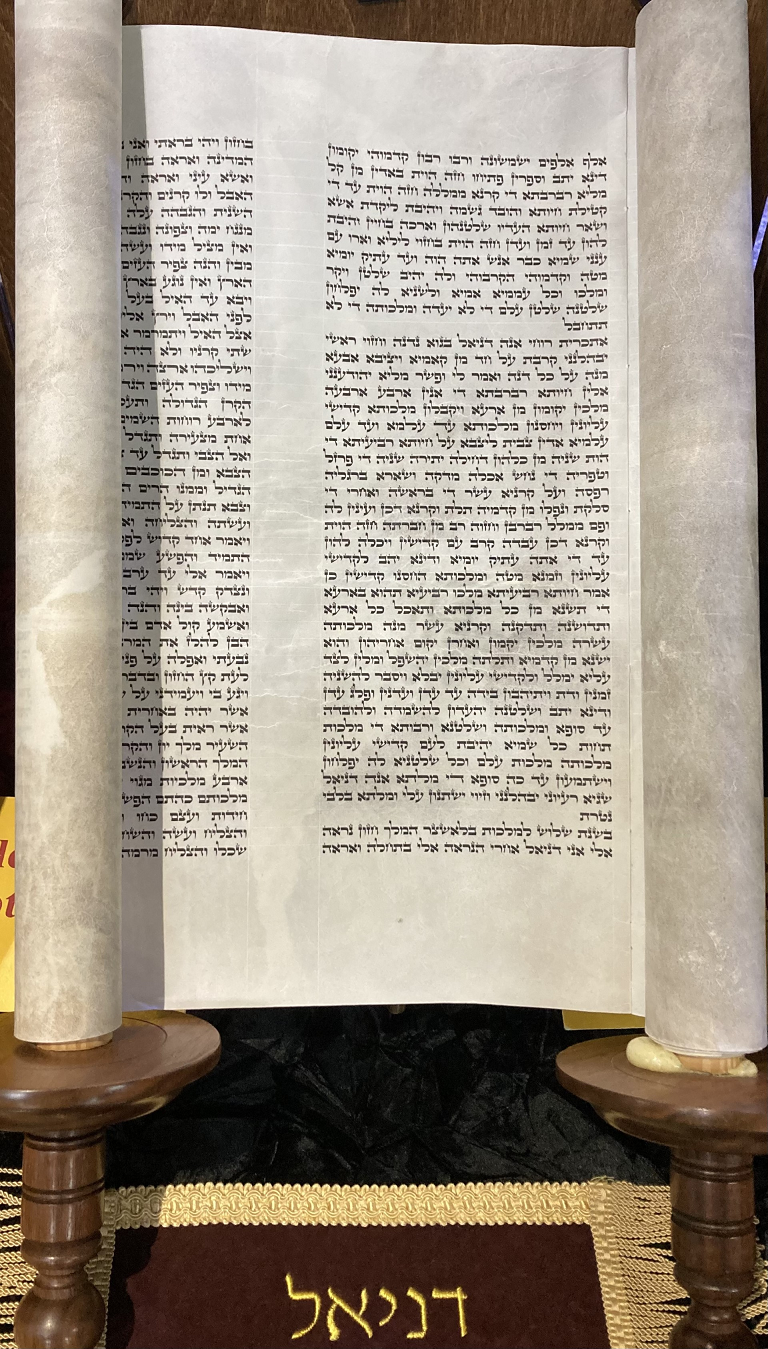
Schriftrolle des Propheten Daniel

## Name
Der hebräische Vorname „Daniel“ kombiniert die semitische Wortwurzel din („richten“, „Recht schaffen“) mit dem Gottestitel El. Er bedeutet etwa „Gott hat Recht verschafft“. Der Name kommt in der Bibel fast nur in nachexilischen Texten vor. Daniel heißt in Esr 8,2  ein Priester, in 1 Chr 3,1  der zweite Sohn des Königs David, der in der älteren Stelle 2 Sam 3,3  „Kilab“ heißt. Vielleicht reagierte diese Umbenennung auf Dan 1,3 , wonach Daniel „von königlicher Abkunft“ war. Der Exilsprophet Ezechiel erwähnt einen Dan(i)el als Gerechten neben Hiob und Noach (Ez 14,14–20 ) und richtet einen Fremdherrscher, der sich für „weiser als Daniel“ gehalten habe (28,3 ). Einen Schwiegervater des Henoch namens Daniel erwähnt das apokryphe Buch der Jubiläen (4,20). Auf ihn ging wohl der Engelsfürst Daniel im Henochbuch zurück (6,7). Diese Beispiele bezeichnen urzeitliche und legendäre, nicht historische Personen und werden auch wegen einer anderen hebräischen Namensform nicht mit dem Daniel des Danielbuchs identifiziert.
Jedoch können sie gemeinsam von der Mythologie Ugarits angeregt worden sein: Dan’ilu bezeichnet im Aqhat-Epos aus Ugarit einen mythischen König und gerechten Richter mit magischen und wahrsagerischen Fähigkeiten. Königliche Abstammung, Weisheit und mantische Fähigkeiten schrieben die Autoren des Danielbuchs auch ihrer Figur zu. Auf eine mythische Figur verweisen auch die fehlenden Angaben zu Daniels Familie und Herkunftsort.
Der Name war Deckname für den oder die unbekannten Autoren des Danielbuchs, die sich so vor der damaligen Verfolgung gläubiger Juden schützten.

## Autor
Daniel galt lange Zeit als historischer Autor des Buchs, das man wegen dessen Eigenangaben auf um 539 v. Chr. datierte. Anders als andere Prophetenbücher führt Dan 1 ihn wie einen den Lesern schon bekannten weisen Juden ein, der Gottes Willen ohne besondere Berufung in Träumen und Visionen erfahren und vermitteln konnte.
Nach jüdischer und muslimischer Überlieferung soll der Prophet Daniel im iranischen Susa begraben sein. Das dortige Mausoleum des Daniel ist eine muslimische Pilgerstätte. Fünf weitere Orte beanspruchen, die Ruhestätte von Daniel zu sein, darunter Kirkuk im Irak, Samarkand in Usbekistan (Chodscha-Doniyor-Mausoleum) und Tarsus in der Türkei (Mausoleum des Daniel).

## Aufbau
Dan 1–12, das eigentliche Buch Daniel, enthält zwei verschiedene Hauptteile: Geschichten über Daniel (d. h. in der dritten Person, Kapitel 1–6) und Visionen Daniels (in der ersten Person geschrieben, Kapitel 7–12). Sie überlappen sich mit einer sprachlichen Dreiteilung: Den aramäischen Hauptteil (2,4b–7,28) umrahmen eine hebräische Einleitung (1–2,4a) und ein hebräischer Anhang weiterer Visionen und ihrer Deutung (8–12). Die Buchmitte bildet die Vision vom Endgericht in Kapitel 7, die die Erzählungen abschließt und die Visionsberichte eröffnet. Den aramäischen Teil durchzieht ein kompositorisches Schema:
| Text    | Form                    | Inhalt                                                   |
| ------- | ----------------------- | -------------------------------------------------------- |
| 2       | Traumdeutung            | Untergang der Weltreiche Errichtung der Gottesherrschaft |
| 3,1–30  | Erzählung               | Leiden der Gerechten                                     |
| 3,31–33 | Doxologie               | König erkennt Gottes Herrschaft an                       |
| 4,1–30  | Traum und Deutung       | Hybris des Königs wird vernichtet                        |
| 4,31 f. | Doxologie               | König erkennt Gottes Herrschaft an                       |
| 5,1–28  | Erscheinung und Deutung | Hybris des Königs wird vernichtet                        |
| 5,29f.  | keine Doxologie         | König erkennt Gottes Herrschaft nicht an                 |
| 6,1–25  | Erzählung               | Leiden der Gottesfürchtigen                              |
| 6,26–28 | Doxologie               | König erkennt Gottes Herrschaft an                       |
| 7       | Vision und Deutung      | Untergang der Weltreiche Errichtung der Gottesherrschaft |

Der Visionsteil (von welchem Kap. 7 auch noch zum aramäischen Teil gehört) ist weniger streng durchkomponiert:
| Text    | Form                           | Inhalt                                                            |
| ------- | ------------------------------ | ----------------------------------------------------------------- |
| 7,1–14  | Vision als Ich-Bericht         | Vier Tiere, 11 Hörner, Endgericht, Menschensohn                   |
| 7,15–25 | Deutung durch einen Engel      | Vier Weltreiche                                                   |
| 8,1–17  | Vision als Ich-Bericht         | Kämpfende Widder mit Hörnern                                      |
| 8,15–27 | Deutung durch Erzengel Gabriel | Ablösung der Weltreiche                                           |
| 9,1–19  | Ich-Bericht                    | Israels Sündenbekenntnis                                          |
| 9,20–27 | Erscheinung Gabriels           | Erklärung zur Dauer der Endzeit                                   |
| 10–12,4 | Erscheinung eines Völkerengels | Deutung der Weltreiche, Endzeitereignisse, Auferstehung           |
| 12,5–13 | Vision als Ich-Bericht         | Hinweis auf das Ende, auf Daniels Auferstehung und Auftrag an ihn |

Spätere Bearbeiter ergänzten das Gebet des Asarja (Dan 3,24–45 ), den Lobgesang der drei Freunde Daniels im Feuerofen (Dan 3,51–90 ) sowie die Legenden von Susanna im Bade (Dan 13) und Bel und dem Drachen (Dan 14). Diese Zusätze sind auf Griechisch verfasst und nur in der Septuaginta und der Übersetzung des Theodotion überliefert.

## Entstehung
Daniel galt lange Zeit als historischer Autor des Buchs, das man wegen dessen Eigenangaben auf um 539 v. Chr. zu datieren versuchte. Doch bereits Porphyrios († 304) datierte es in die Zeit des Antiochos (2. Jahrhundert v. Chr.). Die zwischen dritter und erster Person wechselnde Erzählperspektive, die Sprachwechsel und griechischen Zusätze weisen auf einen längeren Entstehungsprozess des Buchs hin. Hinzu kommen inhaltliche Brüche: Nach Dan 1,5 sollte Daniel dem König nach dreijähriger Ausbildung dienen, tat dies nach 2,1.25 aber schon im zweiten Jahr. Nach Dan 1,7 erhielten Daniels mitexilierte Freunde neue chaldäische Namen: Das bereitet Kapitel 3 vor, wo ihre jüdischen Namen und die Person Daniel fehlen. Nach Dan 1,19 war er dem König schon bekannt, nach 2,25 musste er ihm erst vorgestellt werden. Nach Dan 1,21 und 6,29 lebte er unter dem Perserkönig Kyros II., der das neubabylonische Reich besiegte; nach Dan 7 sah er diese Ablösung als zukünftig voraus.
Unstimmigkeiten gegenüber den historischen Gegebenheiten unterstützen die These, dass das Buch in deutlichem zeitlichem Abstand zur erzählten Geschichte aufgezeichnet wurde:
- Belšazar war entgegen Dan 5,1 f. und 7,1 nicht Nebukadnezars, sondern Nabonids Sohn. Nabonid hatte den Thron als fünfter Herrscher nach Nebukadnezar bestiegen, nachdem sein Vorgänger Lābāši-Marduk ermordet worden war. Dessen Vater Nergal-šarra-uṣur war kurz zuvor auf die gleiche Weise auf den Thron seines Schwagers Amēl-Marduk gelangt und wenige Jahre später ermordet worden und war kein Nachkomme von Nebukadnezar. Derzeit ist auch keine andere Schrift bekannt, die als Indiz bestätigen würde, dass der assyrische Nabonid ein Halbbruder von Amēl-Marduk gewesen sein könnte, sodass Belšazar zurecht als „Sohn“ (in diesem Fall Enkel) Nebukadnezars beschrieben wäre.
- Darüber hinaus wird von Klaus Koch eine Diskrepanz beschrieben, die „den Auslegern seit jeher zu schaffen gemacht“ habe.[14] Dabei wird fälschlich angenommen, dass Dan 1 f EU eine Verschleppung Jojakims beschreibe. Koch selbst zeigt an anderer Stelle jedoch schon anhand der dort verwendeten Vokabel auf, dass das nicht stimmt.

Dagegen beschreibt Dan 11,2–40 die historischen Verhältnisse nach dem Exil zunehmend ausführlich und mit immer mehr zutreffenden Details:
- Das Vier-Reiche-Schema in Dan 2 und 7–12 bezieht sich immer auf die Zeit seit dem Exil und folgt vermutlich einer geprägten Abfolge: Babylonien – Medien – Persien – Griechenland. Das vierte Reich wird daher mit dem Großreich Alexanders, die „zehn Hörner“ mit dessen Nachfolgern identifiziert (Dan 7,7.24). Deren Machtkämpfe, die Kriege zwischen Ptolemäern und Seleukiden, beschreibt vermutlich Dan 11.
- Das „kleine Horn“, das die Macht gegen drei Vorgänger an sich reißt (Dan 7,8 EU), ist gängigen Annahmen zufolge mit einem illegitimen Thronfolger zu identifizieren, der in Dan 11,21 EU als Mensch beschrieben wird, der sich die Macht durch Intrigen erschleichen werde. Das passt auf Antiochos IV. (175–164 v. Chr.), der die Erbfolge umging und mehrere Vorgänger entmachtete.
- Die Angaben, dieser Herrscher werde Festzeiten und Tora ändern (7,25 EU), das tägliche Opfer abschaffen, das Heiligtum niederwerfen (8,9–13 EU) und im Jerusalemer Tempel ein heidnisches Altarbild (הַשִּׁקּ֥וּץ מְשׁוֹמֵֽם ‚das Greuel der Verwüstung‘, möglicherweise eine Verballhornung für בַּעַל שָׁמֵם [baʕal ʃamem], das Syrische Pendant zu Zeus Olympicus) aufstellen (9,27 EU; 11,31 EU), wird in 1 Makk 1,54 EU für Antiochos bestätigt.[15]

Ab Dan 11,40  passt die gängige Deutung der Prophetien nicht mehr zu dem, was historisch bekannt ist: Es gab keine Schlacht des Antiochos mit Ptolemäern und er starb in Persien, nicht Judäa. Daher wird angenommen, dass Dan 1–12 während des Makkabäeraufstands vor der Wiedereinweihung des Tempels (167–164 v. Chr.) verfasst wurde, als die Juden den Sieg über Antiochos und dessen Tod erwarteten.
Hinsichtlich der Entstehung des kanonischen Textes beruhen viele Annahmen auf einer Aufstockungshypothese. So wird beispielsweise angenommen, dass zum ältesten Bestand die Erzählungen in den Kapiteln 1–6 gehören. Diese seien in der östlichen Diaspora auf aramäisch verfasst und dann ins Hebräische übersetzt worden. Ähnlich alt sei der Visionsteil in Dan 7,8-12 , von dem bereits angenommen wurde, dass er in der Jerusalemer Oberschicht entstanden sei. Diese Grundschicht sei dann bis zu Kapitel 8 ausgebaut und nach 167 v. Chr. um die Kapitel 9–12 ergänzt worden. Seine endgültige Gestalt habe das Buch durch eine nachmakkabäische Bearbeitung erhalten.
Neuere Studien, die die Radiocarbonmethode mit KI kombinierten, deuten jedoch darauf hin, dass der ganze Text so alt ist, dass sie aus der Zeit stammen, in der die Texte erstmals aufgeschrieben wurden.

### Referenzen, Zitate und historische Funde
Daniel (דנאל) wird mit Ijob und Noah im Buch Ezechiel (14,14 und 14,20) erwähnt, welches seinerseits klar der Zeit um die Babylonische Gefangenschaft zuzuordnen ist. Daher ist es durchaus wahrscheinlich, dass Daniel tatsächlich in der Zeit Nebukadnezars lebte, hingegen die überlieferte Fassung deutlich später niedergeschrieben wurde.
Erste konkrete Zitate aus Daniel finden sich in den Sibyllinischen Orakeln (ab 140 v. Chr.) und im 1. Buch der Makkabäer (2,59 , um 100 v. Chr.).
Die ältesten Fragmente des hebräischen Textes wurden unter den Schriftrollen vom Toten Meer gefunden (230–100 v. Chr.). Der masoretische Text ist vollständig im Codex Leningradensis von 1008 enthalten. Die griechische Septuaginta-Fassung ist im Papyrus 967 um 200 erhalten. Die Hexapla-Fassung des Origenes (um 240) ist auf Griechisch nur im Codex Chisianus R.VII.45 aus dem 10. Jahrhundert erhalten, in syrischer Sprache (Syrohexapla) im Codex Ambrosianus C. 313 Inf. Alle übrigen Handschriften folgen der Fassung des Theodotion.

## Inhalt

### Dan 1: Ausbildung in fremder Weisheit
Dan 1 (Einleitung) bettet Daniels Geschichte in Israels Gesamtgeschichte ein: Er wird als mit dem Königshaus verwandter Jude dargestellt, den Nebukadnezar mit anderen vornehmen Juden nach Babylon verschleppt habe. Auf seinen Befehl habe man dort junge, gut aussehende und umfassend gebildete Juden für eine dreijährige Ausbildung zu Königsdienern in Sprache und Schrift der Chaldäer (Babylonier) ausgewählt, darunter Daniel und drei seiner Freunde. Er habe den chaldäischen Namen Beltschazar („Bel beschütze den König“), sie die Namen Schadrach, Meschach und Abed-Nego erhalten. Daniel habe die Speisen von der Königstafel abgelehnt, um nicht gegen jüdische Speisegesetze der Tora zu verstoßen. Er habe den Oberaufseher bewogen, dass er und seine Freunde sich nur pflanzlich und mit Wasser ernähren durften, weil sie nach einer zehntägigen Probe besser und wohlgenährter aussahen als die übrigen Kandidaten. So habe Gott ihnen Bildung, Daniel zudem die Fähigkeit zur Traumdeutung verliehen. Nach Ablauf der Ausbildung habe der König diese vier Juden als persönliche Ratgeber und Diener eingestellt, weil sie allen anderen Zeichendeutern und Wahrsagern Babylons überlegen gewesen seien. Von da an sei Daniel bis zum Machtantritt des Kyrus, also für die Dauer des Exils, im königlichen Dienst geblieben.

### Dan 2: Das Standbild mit tönernen Füßen

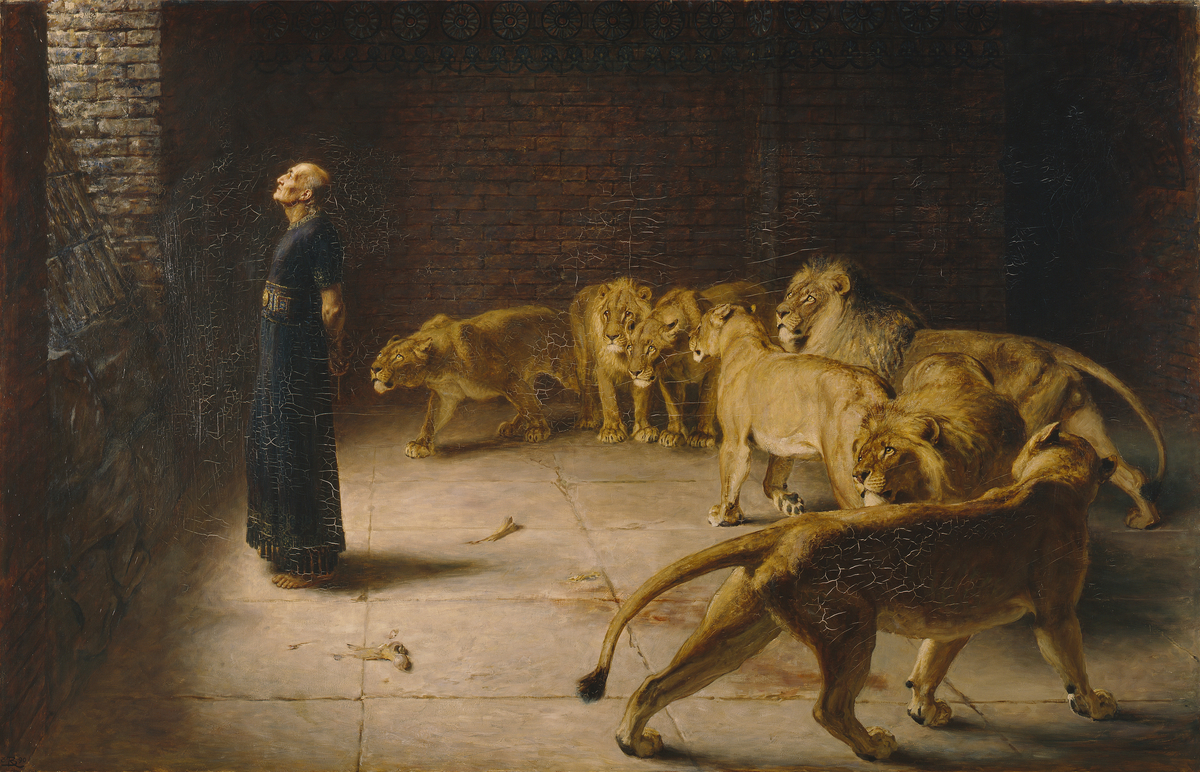
Daniels Antwort an den König von Briton Rivière, R.A. (1840–1920), 1890 (Manchester Art Gallery).

Nach Dan 2 hat Nebukadnezar einen beunruhigenden Traum und befiehlt allen Wahrsagern und Traumdeutern seines Landes, den Traum zu erraten und zu deuten. Bei Versagen droht ihnen die Todesstrafe, bei Gelingen reicher Lohn. Als sie dieses Ansinnen als für Sterbliche unmöglich zu erfüllen zurückweisen, befiehlt der König, sie alle zu töten. Damit bedroht er auch Daniel und dessen Freunde. Daniel erbittet eine Frist und betet zu JHWH, der ihm den Traum und seine Deutung in einer „nächtlichen Vision“ offenbart. Daniel dankt JHWH, erreicht, dass die Wahrsager nicht getötet werden, und erklärt dem König: JHWH habe ihn durch den Traum wissen lassen, „was am Ende der Tage geschehen wird“. Der König habe im Traum ein riesiges metallisches Standbild mit Füßen aus Eisen und Ton gesehen. Ein von einem Berg rollender Stein habe die Füße zertrümmert, das Standbild habe sich in Staub verwandelt, der Stein sei zu einem Berg geworden, der die ganze Erde erfüllte. Das Standbild symbolisiere Babylon und drei weitere, folgende Großreiche, die Füße die Teilung des vierten Reichs, die auch durch Zweckheiraten nicht überwunden werden konnte. Dann werde Gott wie der Stein die Großreiche vernichten und sein ewiges Reich errichten. Daraufhin erkennt der König JHWH als Schöpfer der Welt an und erhöht Daniel zum Obersten aller Weisen im Land.
Von JHWH gesandte Träume und Visionen werden in der Bibel manchmal mit Prophetie in Zusammenhang gebracht (Joel 2,28–32 ). Träume galten in Babylon ebenso wie im Alten Ägypten als Offenbarungsmedium der Götter. Das Kapitel veranschaulicht drastisch die Ohnmacht der babylonischen Traumexperten, die allesamt vom König abhängig und seiner Willkür ausgeliefert sind. Sie werden hier kollektiv als „Chaldäer“ (Heiden) und mit dem akkadischen Lehnwort „Beschwörer“ (hebr. „Zauberer“) bezeichnet, üben also von der Tora streng verbotene, heidnische Praktiken aus. Sie weisen den König zwar darauf hin, dass nur „die Götter“ ihnen den Traum offenbaren könnten, beten aber anders als Daniel nicht. Tatsächlich war es in Babylon üblich, dass Traumdeuter um göttliche Hilfe beim Entschlüsseln und um Mitteilung des göttlichen Willens baten. Auch der König ist ohnmächtig, weil er kollektiven Betrug seiner höfischen Traumdeuter erwartet und darum von ihnen Unmögliches verlangt: den Traum zu erraten. Diese Bedingung war tatsächlich ungewöhnlich: Zwar behielten sich die Herrscher das Schlafen im Tempel vor, um Träume der Götter zu erhalten, aber das Erzählen des Trauminhalts war üblicher Teil einer Therapie. Die erzählerische Spannung wird auch dadurch erhöht, dass Daniel dem König hier noch unbekannt ist, den Königsbefehl zur Traumdeutung erst nach dessen Befehl zur Tötung aller Traumdeuter erfährt und erst eine Gnadenfrist erbitten muss. Demnach stammt dieses Kapitel von einem anderen Autor als Dan 1.
Daniels Dankgebet an JHWH fasst die apokalyptische Theologie des Buchs zusammen und ist eventuell sekundär eingefügt. JHWH wird hier das einzige Mal „Gott meiner Väter“ genannt und so mit dem Gott der Erzväter und der Psalmbeter verknüpft. Er allein sei der, der den Weisen Einsicht in die verborgenen Geheimnisse, Licht im Dunkel schenke und die Daseinsfristen aller Weltreiche vorherbestimme. Gegenüber dem König entschuldigt Daniel dann zuerst Babylons Wahrsager, Zeichendeuter und „Astrologen“ und rettet so ihr Leben: Ohne Gottes Gnade konnten sie wirklich nichts erraten. Er deutet dem König also zunächst nicht den Traum, sondern verkündet ihm den wahren Gott in der prophetischen Linie von Jes 44,25 : „Ich bin JHWH, der alles bewirkt, […], der das Wirken der Zauberer vereitelt und die Wahrsager zu Narren macht, der die Weisen zum Rückzug zwingt und ihre Klugheit als Dummheit entlarvt…“

### Dan 3: Der Feuerofen

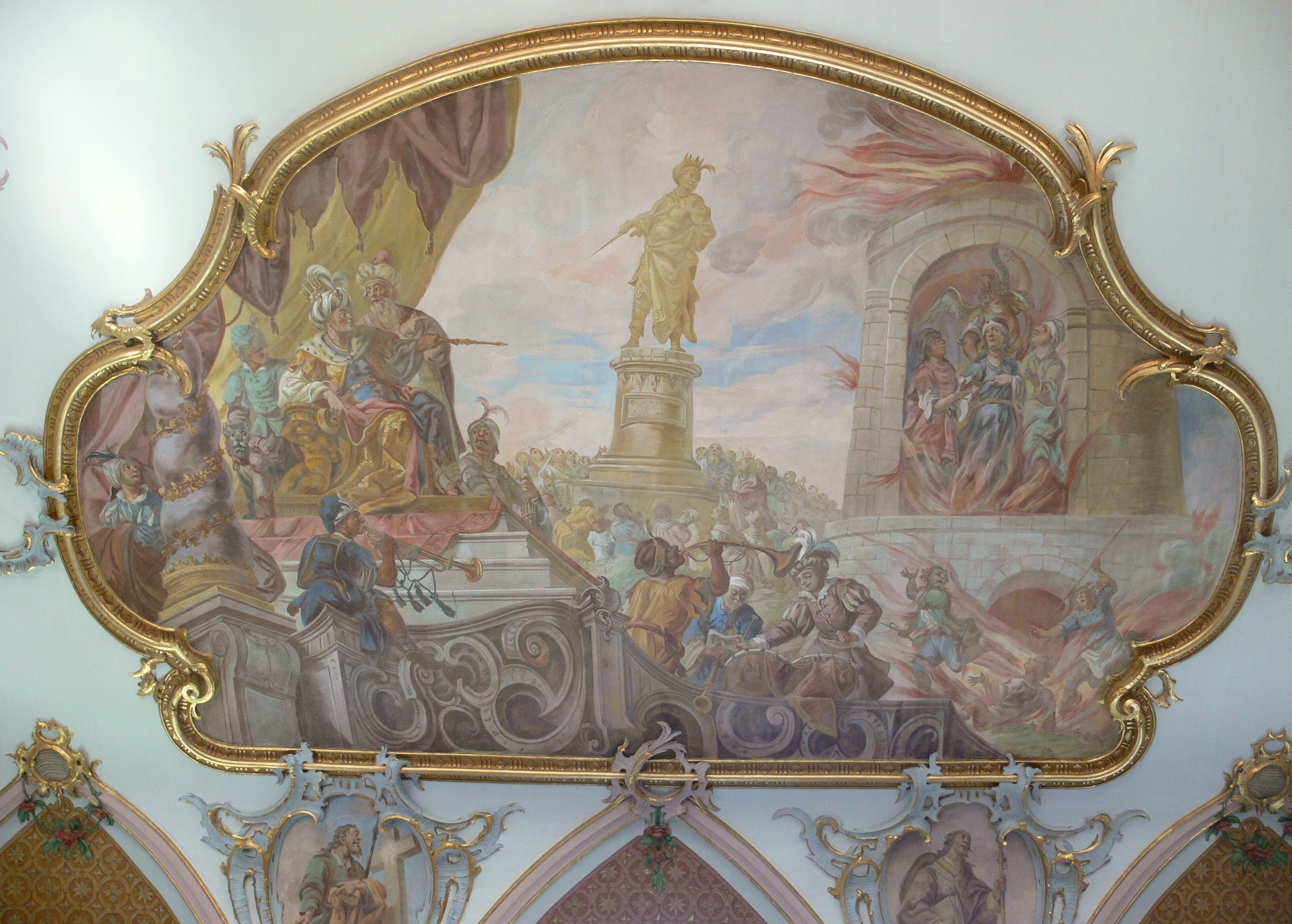
Der Feuerofen (Wandgemälde von Franz Joseph Hermann, 1771)

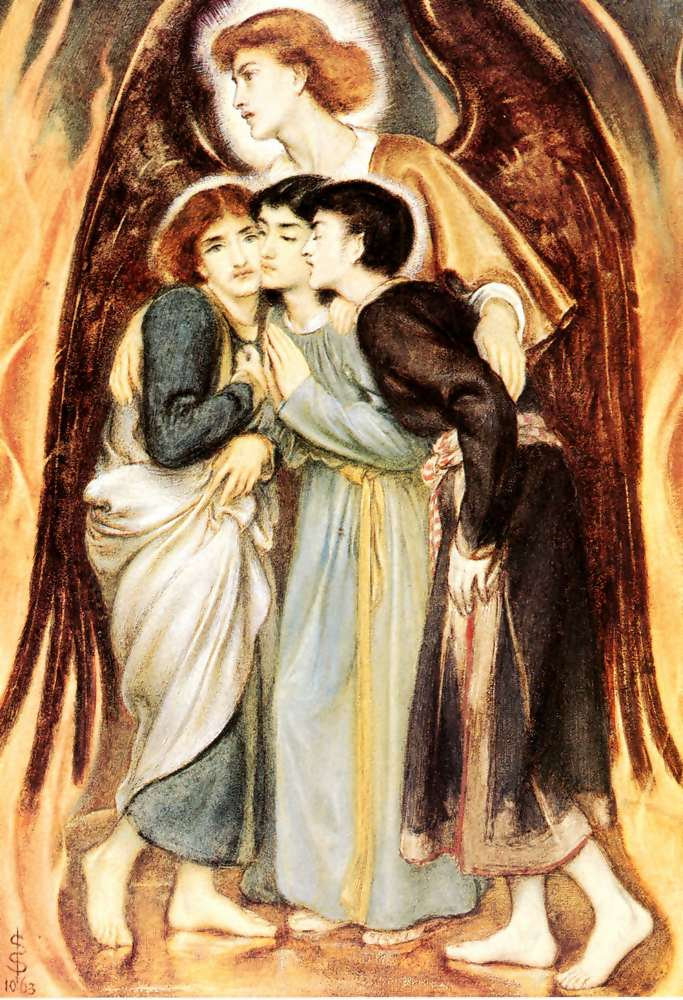
Simeon Solomon: Schadrach, Meschach und Abed-Nego (1863)

- Dan 3: Der Feuerofen. Der König lässt ein goldenes Gottesbild errichten, das alle Amtsträger des Reichs anbeten sollen. Daniels Freunde weigern sich und überleben den Feuerofen, in den sie zur Strafe geworfen werden. Daraufhin gebietet der König die Anbetung JHWHs als einzigem Gott.
- (Erweitertes Kap. 3) Wundererscheinungen im Feuerofen

1. Asarjas Gebet hört sich etwa so an: „Alle deine Strafen sind richtig, alle deine Urteile sind wahr. Wir vertrauen dir ganz und gar.“
2. Obwohl der Ofen so stark angeheizt wurde, dass herausschlagende Flammen die Umstehenden töteten, blieben Asarja und seine Gefährten im Feuer unversehrt. Ein Engel des Herrn trieb die Flammen heraus.
3. Die Geretteten preisen daraufhin Gott mit einem umfangreichen Hymnus, in dem sie die ganze Schöpfung zum Lobpreis aufrufen.

Schadrach, Meschach und Abed-Nego (auch „Shadrach, Mesach und Abednego“; als Hebräer Hananja, Mischaël und Asarja bzw. Ananias, Misaël und Azarias in der Vulgata) stehen sinnbildlich für außerordentlichen Mut und Standhaftigkeit, da sie sich trotz Androhung, in einen Feuerofen geworfen zu werden, weigern, sich vor einer von Nebukadnezar errichteten Statue zu beugen und somit JHWH treu blieben. Die Bedeutungen der babylonischen Namen sind umstritten, aber sie beziehen sich alle auf heidnische Götter und wurden sicher bewusst gewählt, um die Hebräer, deren Namen sich alle auf ihren Gott bezogen, als in Babylons Religion kundige Weise darzustellen:
- Schadrach (hebräisch שׁדרך): „Gebot Akus“
- Meschach (מישׁך): „Wer ist wie Aku“
- Abed-Nego (עבד נגוא / עבד נגו): „Diener Nabus“

Die Namen erscheinen nur in den ersten drei Kapiteln des Buchs Daniel (14-mal) und dort immer in derselben Reihenfolge. Da nur Dan 1 sie mit hebräischen Namen und als Daniels Gefährten nennt, gilt schon der aramäische Bestandteil von Dan 3 als eigene legendarische Erzählung. Mit ihrer Umbenennung (Dan 1,17) und ihrem gemeinsamen Wohnsitz am Königshof (Dan 2,17) wird diese literarisch vorbereitet.
Demnach ließ Nebukadnezar ein goldenes Standbild bauen und verlangte von seinen „Fürsten, Präfekten, Statthaltern, Ratgebern, Magistraten und allen anderen Beamten der Provinzen“ (Dan 3,2 ), dass sie sich vor der Statue zu Boden werfen und diese anbeten, sobald die Musik zu spielen begonnen hatte. Er drohte damit, jeden, der dies nicht tat, in den glühenden Ofen werfen zu lassen. Unter den Aufgeforderten waren auch Schadrach, Meschach und Abed-Nego, die sich jedoch weigerten, sich vor dem Standbild zu Boden zu werfen. Auch als der König sie ein weiteres Mal aufforderte, wiesen sie den Befehl zurück. Selbst wenn ihr Gott, so ihre Worte vor dem König, sie nicht aus dem glühenden Ofen retten wolle (obwohl er es könnte), würden sie niemals die goldene Statue des Königs anbeten (Dan 3,16–18 ). Der König befahl daraufhin, sie zu fesseln und in den Ofen zu werfen, der noch siebenmal heißer als gewöhnlich angeheizt werden sollte, so heiß, dass die Flammen, die aus der Tür herausschlugen, die Männer töteten, die die drei Freunde mitsamt ihrer Kleidung in den Ofen warfen.
Nebukadnezar sah dann vier Gestalten (die drei Freunde und einen Engel) im Feuer herumlaufen. Er musste einsehen, dass Gott die drei Freunde gerettet hatte. Er befahl ihnen, aus dem Feuer herauszukommen. Die Statthalter sollten die drei Männer untersuchen. Sie waren unverletzt. An ihnen war kein Brandgeruch, ihre Mäntel waren unversehrt und nicht ein einziges Haar war versengt (Dan 3,26–27 ). Nebukadnezar musste also erkennen, dass jemand mächtiger ist als er selbst: der einzig wahre und allmächtige Gott. Er befahl, dass jeder, der etwas gegen den Gott der drei Männer sagte, getötet werden solle (Dan 3,29 ) und ehrte sie mit hohen Ämtern in der Provinz Babel (Dan 3,24–30 ).

### Dan 4: Der Baum, der an den Himmel wächst
Das Kapitel begann im hebräischen Originaltext mit Dan 3,31 ff.  als Rundschreiben Nebukadnezars „an alle Völker, Nationen und Sprachen auf der ganzen Erde“: Er wolle die „Zeichen und Wunder“ des „höchsten Gottes“ an ihm kundtun, um dessen „ewige Königsherrschaft“ zu verkünden. Demgemäß rahmt eine hymnische Doxologie (3,33; 4,31 f.34) die Königsrede ein: Gottes Herrschaft sei aller menschlichen Herrschaft unendlich überlegen, weil sie wahr sei, das Recht durchsetze und die Hochmütigen demütige. Dies veranschaulicht die Erzählung in mehreren Szenen:
- Mitten in sorgloser Lebenslage träumt der König einen erschreckenden Traum, den ihm niemand seiner Magier und Traumdeuter deuten kann. Zuletzt erzählt er den Traum Daniel / Belsazar, dem „Obersten der Magier“, in dem bekanntlich „der Geist der heiligen Götter“ sei (4,1–15).
- Dieser erklärt ihm den Traum: Der an den Himmel wachsende Baum mitten auf der Erde sei der König selbst. Gott habe beschlossen, sein Reich zu vernichten, aber einen Wurzelstock übrig zu lassen. Daniel rät dem König, seine Vergehen durch Gerechtigkeit und Barmherzigkeit gegen die Elenden zu tilgen, um dauerhaftes Glück wiederzuerlangen (4,16–25).
- Auf des Königs Prahlerei folgt sein Sturz: Der Traum wird Wirklichkeit (4,26–30).
- Der verstoßene König kehrt schließlich zu Gott um und erkennt dessen überlegene Herrschaft an, so dass dieser ihn begnadigt und wiedereinsetzt (4,31–34).

Jede Einzelszene benennt den Zweck des Traums und seiner Deutung: „damit die Lebenden erkennen, dass der Höchste Macht hat über die menschliche Königsherrschaft“ (V. 14); „bis du erkennst, dass der Höchste Macht hat über die menschliche Königsherrschaft und dass er sie gibt, wem er will“ (V. 22 und 29). Das fiktive Sendschreiben gibt den Lesern des Danielbuchs also bekannt, dass der „Gott des Himmels“, der wahre, eigentliche Herrscher („der Höchste“) sei. Er allein habe die Macht, den irdischen Herrscher zu berufen, abzusetzen und durch Träume wie diesen vom falschen auf den richtigen Weg zu führen. An allen Wendepunkten der Geschichte handele dieser Gott, quer durch die menschlichen Turbulenzen hindurch. Auch die irdischen Herrscher der Leser seien trotz all ihrer Willkür letztlich nur ausführende Werkzeuge dieses Gottes.
Nach Klaus Koch wurde Vers 27 später hinzugefügt, da er kontextwidrig in dritter Person vom König redet und dessen Sturz mit seinem Eigenlob über seine großen Bauwerke im Jahr nach dem Traum begründet, während Vers 24 den Sturz mit seiner vorherigen Unbarmherzigkeit an den Elenden (laut Dan 3 die erzwungene Fremdgötterverehrung) begründete. Aus dem respektvollen, um seinen Traum besorgten König sei hier ein vom Traum und seiner Deutung unbeeindruckter Prahler geworden. Der Bearbeiter könne eine auch von Eusebius überlieferte griechische Legende vom Fluch Nebukadnezars über den Verlust seines Reiches gekannt haben: Danach wünschte er nach seinen siegreichen Schlachten, auf dem Palastdach wandelnd, „dem Meder“, der Kyros zum Sieg über den letzten babylonischen Herrscher Nabonid verholfen habe, er solle vertrieben werden und unter Tieren umherirren müssen. Dies unabwendbare Schicksal traf nach Dan 4,27–30 ihn selbst: Der Bearbeiter habe dabei berücksichtigt, dass das Danielbuch Nebukadnezar mit Nabonid, dem Vater Belschazars, gleichsetzte.
Als motivischer Hintergrund von Dan 4 werden verschiedene außerbiblische Textfunde erwogen. Christopher B. Hays sieht Parallelen zum babylonischen Gedicht Ludlul bēl nēmeqi. Das 1954 veröffentlichte Gebet des Nabonid (ein nach 100 v. Chr. entstandenes aramäisches Fragment der Qumran-Rollen) berichtet ebenfalls von einem babylonischen König, der göttlich vorherbestimmt sieben Jahre lang mit Krankheit geschlagen war, seine Herrschaft verlor, fern der Gesellschaft mit Tieren leben und sich von Gras ernähren musste, bis ein judäischer, hier namenloser Wahrsager ihm die Erkenntnis des wahren Gottes und so die Heilung und Rückkehr zum Thron ermöglichte. Die Parallelen werden seltener durch literarische Abhängigkeit, öfter aus einer gemeinsamen älteren Volkssage aus der Spätzeit des babylonischen Reichs erklärt. Zwei 1954 entdeckte Stelen aus Harran bestärken diese Vermutung. Darauf begründet Nabonid sein Lob Gottes mit biografischen Details im Ich-Stil: Er habe Babylon für einige durch himmlische Mächte festgesetzte Jahre verlassen und in der Gegend der Oase Tema umherirren müssen. Das höchste Wesen (hier der Mondgott Sin) habe babylonische Städte für ihren Frevel mit Krankheit bestraft. Eine göttliche Traumoffenbarung habe die Wende bewirkt: Sin habe ihm einen Tempelbau befohlen und ihn nach dessen Ausführung wieder inthronisiert. Diese Königspropaganda könnten schon oppositionelle Marduk-Priester in eine volkstümliche Sage gegen Nabonid umgedeutet haben. Davon können exilierte Juden erfahren, deren Nachfahren können sie später für ihre Aussagezwecke auf ihren Gott JHWH bezogen haben.
Dabei brachten sie folgende Züge ein: Dan 4 richtet sich an „alle Völker und Sprachen“, also ein national differenziertes Weltpublikum. Nicht irgendein höchster Gott wird gelobt, sondern der Schöpfer der Welt und sein kommendes Reich der Gerechtigkeit für die Elenden, das schon jetzt in die Weltgeschichte eingreift. Der irdische Großkönig herrscht ebenfalls universal, wird aber von diesem Gott eingesetzt, um dessen Rechtswillen zu erfüllen. Er muss sich durch Anerkennung dieses Gottes und Schutz der Elenden und ihrer Religion bewähren. Wenn er darin versagt, widerspricht Gottes Wollen und Tun seinem, bis Gott seinen überlegenen Willen durchsetzt. Das traditionelle Offenbarungsmittel der Königsträume bedarf einer Entschlüsselung durch jüdische, geisterfüllte Deuter, die des Königs Macht begrenzen.

### Dan 5: Das Menetekel

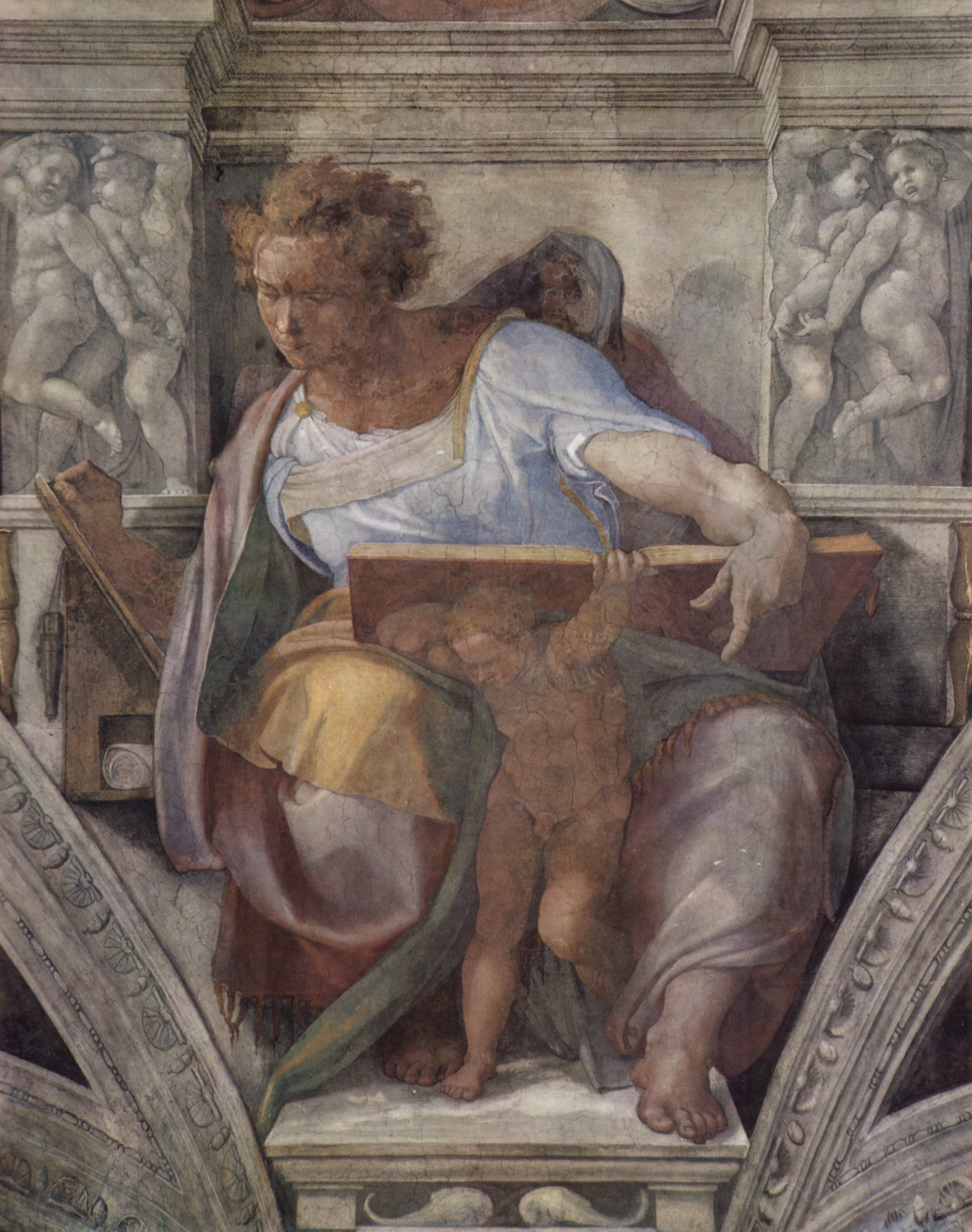
Der Prophet Daniel auf dem Deckenfresko der Sixtinischen Kapelle von Michelangelo

Beim Festmahl Belšazars, des Nachfolgers Nebukadnezars, wird der geraubte Jerusalemer Tempelschatz benutzt und durch Anbetung anderer Götter entweiht. Daraufhin erscheint eine Schrift (das Menetekel) an der Wand: מְנֵא מְנֵא תְּקֵל וּפַרְסִין [məˈne məˈne təˈqel ufarˈsin] ‚gezählt, gewogen und geteilt‘. Nur der von der Königsmutter gerufene Daniel kann sie entschlüsseln: Gott habe Belšazars Tage gezählt, ihn gewogen und für zu leicht befunden, er werde sein Reich zerteilen und den Medern und Persern übergeben. Noch in derselben Nacht wurde der König getötet, obwohl er Daniel zuvor noch mit Purpur gekleidet und zum dritthöchsten Staatsdiener gemacht hatte. Die Rangfolge stellt sich folgendermaßen dar: Nabonid (der König), Bel-šarru-uṣur (Belšazar, sein Sohn), der Schriftdeuter (Daniel).
Daniel konnte die Schriftzeichen an der Wand wie Münzangaben deuten:
- Mene: Gezählt hat Gott der Herr deiner Herrschaft Tage (V. 26)
- Mene: Ausgezählt hat Gott der Herr deine Herrschaft und macht ihr ein Ende (V. 26)
- Tekel: Gewogen wurdest du auf der Waage und zu leicht befunden (V. 27)
- Peres: Geteilt wird dein Reich und den Medern und Persern gegeben (V. 28)

Die hebräische Schrift, wie auch die arabische, bestand ursprünglich nur aus Konsonantenzeichen, sie enthielt (von matres lectionis abgesehen) keine Zeichen für Vokale. Demnach las er: מנא מנא תקל ופרסין mn’ mn’ tkl wprsjn
- Das erste mn’ (mene) war ein Partizip Passiv von aramäisch mena’ ‚zählen‘. Es könnte auch für Mine (Gewicht, Münze), also für einen Wert stehen. Herrschaft ist geldwert.
- Das zweite mn’ ist nach Konsonanten- und Vokalbestand ebenfalls ein Partizip Passiv und hatte nicht nur den Wert einer Mine, sondern sollte als ‚gezählt‘ gelesen werden. Dann bedurfte es nur noch der Subjekte Gott und Reich, um zum Ausdruck zu bringen: „Gott, der Herr, hat dein Reich gezählt“. Die geheimnisvolle Herkunft der ganzen Schrift deutet nicht auf Menschen, und den Fundort – die Wand – versteht man selbstredend als Stütze, als Herrschaft.
- Es bedurfte nur noch des Wortes שׁלם im Verbalstamm hafˈʕel הַשְׁלֵם [haʃlem] ‚ein Ende machen‘ (dein Reich) mit Personalsuffix.
- Das Wort tkl bedeutet zunächst tekel, konnte aber auch תְּקִיל [təqil] ‚gewogen‘ besagen. Daniel ergänzt sinngemäß: „du wurdest gewogen“. Das aramäische tikla (hebr. שֶׁקֶל [ˈʃɛkɛl]) bezeichnet wie Mine sowohl ein Gewicht wie eine Münze. Daniel ergänzt: „du bist (zu) leicht“.
- In gleicher Weise entnimmt Daniel dem Wort prs eine doppelte Bedeutung:
- pəˈres פְּרֵס (im Plural parˈsin) deutet auf Teil- oder Halbmine, aber Daniel liest פְּרִיס [pəˈris], Partizip Passiv ‚gebrochen‘, ‚weggebrochen‘, ‚losgerissen‘. Daniel ergänzt diese Worte zu einem Satz: „Es wurde losgerissen dein Königtum von dir“. Der weitere Sinn des prs deutet auf פָּרָס [paˈras] hin, also auf Persien.

Im Gesamten soll gezeigt werden, wie Daniel aus Gewichts- und Münzangaben wortspielartig im mehrdeutigen Sinn die geheimnisvolle Schrift in verständnisvolle Worte zu kleiden weiß. So lautet der Text: „Gott hat die Tage und die Zeit deines Königreichs gezählt und festgestellt, dass die voraus bestimmte Zahl voll erreicht und damit zu Ende gekommen ist. Du wurdest gewogen und für zu leicht gezählt. Dein Königreich wird dir weggerissen und den Persern gegeben.“
Zum Schluss wird Daniel die versprochene Belohnung ausgehändigt. Aber in der kommenden Nacht wird Belšazar getötet.
Das Wortspiel Mene mene tekel u-parsin ist höchstwahrscheinlich ein Bilderrätsel und stellt eine Ableitung der akkadischen Worte manû šiqlu parsu dar, die als Bezeichnungen im Zusammenhang von Gewichtseinheiten benutzt wurden. Vor diesem Hintergrund ist klar, warum niemand von den Anwesenden den Sinn dieser Worte erklären konnte, obwohl die Begriffe zur Umgangssprache gehörten. Der Redaktor des Danielbuchs macht hieraus ein Wortspiel in aramäischer Sprache, dessen wörtliche Übersetzung heute wie damals unklar bleibt.
Letztmals wird Belšazar als Stellvertreter im 13. Regierungsjahr des Nabu-na’id genannt, den er seit dem 4. Regierungsjahr vertrat. Ein direkter Hinweis auf die Königswürde Belšazars existiert außerhalb des Buches Daniels nicht – es existiert jedoch ein Beleg, dass auf ihn, als Sohn des Königs, Eide geschworen wurden.
Nach der Rückkehr des Babylonierkönigs aus Tayma im 14. Regierungsjahr wird der Name Belšazars in den Dokumenten nicht mehr erwähnt. In den Nabonid-Chroniken ist ein vorzeitiger Tod seines Sohnes nicht vermerkt. In diesem Zusammenhang ist es bedeutsam, dass den Nachkommen des Babylonierkönigs kein nachfolgendes Königtum geweissagt wurde. Es ist daher möglich, dass ein historischer Bezug besteht und Belšazar tatsächlich von der Marduk-Priesterschaft umgebracht wurde.

### Dan 6: In der Löwengrube

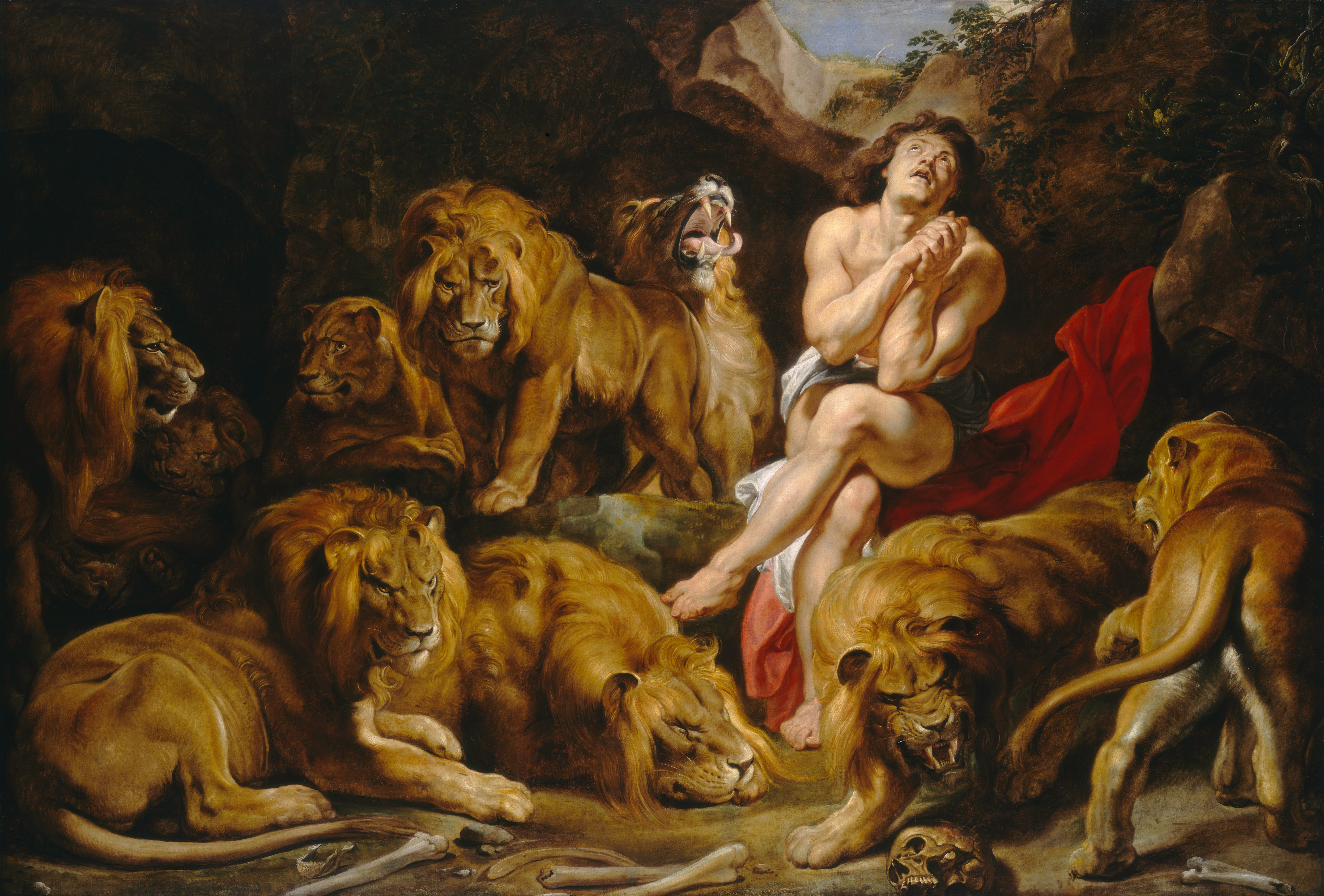
Daniel in der Löwengrube (Gemälde von Peter Paul Rubens, ca. 1615)

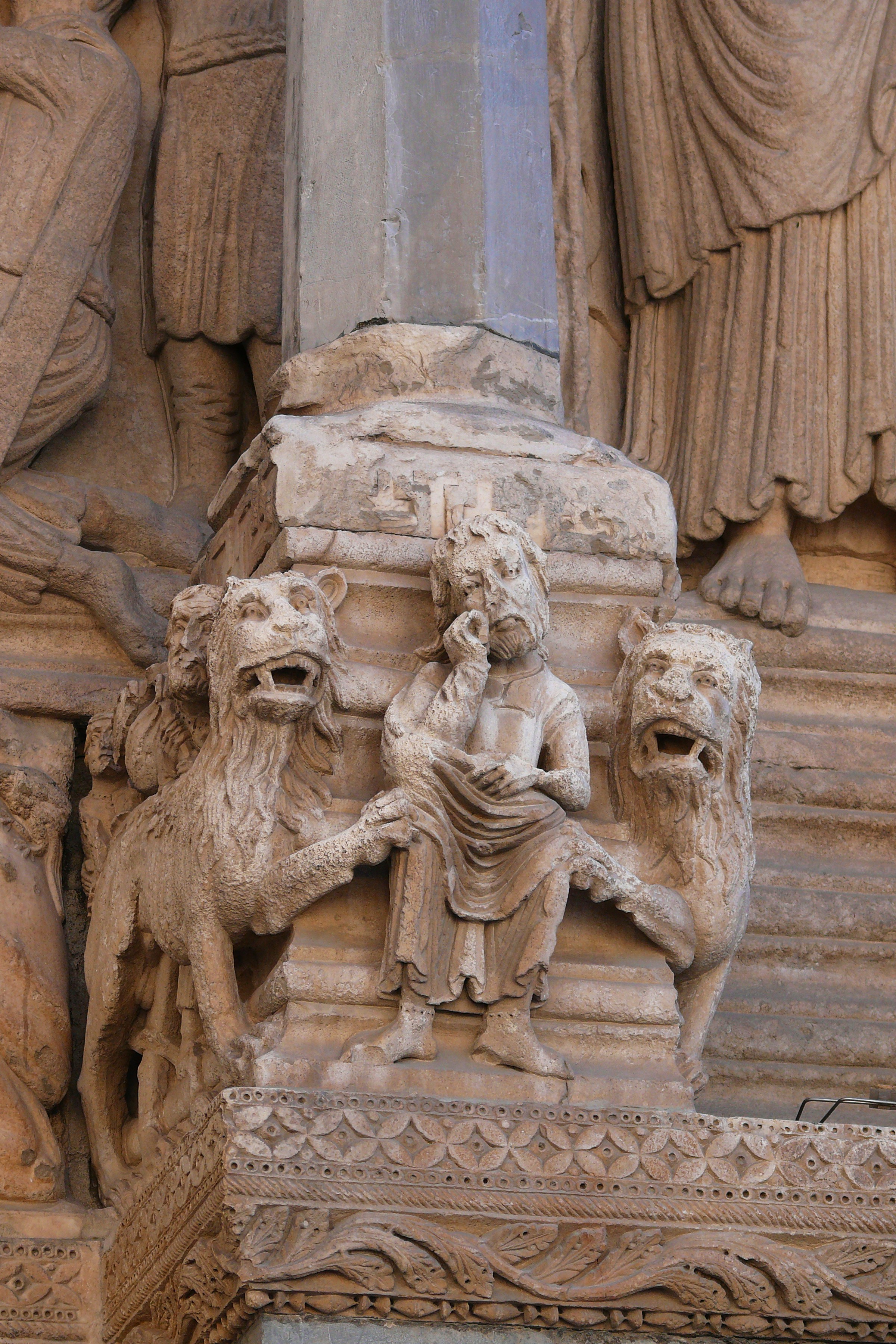
Daniel mit Löwen, Detail aus der Portalanlage von St.Trophime in Arles

- Dan 6: Der neue König Darius wird von Neidern Daniels gedrängt, ein Gesetz zu erlassen, das, für 30 Tage, die Anbetung von Göttern außer ihm bei Androhung der Todesstrafe verbieten soll. Weil Daniel jedoch weiterhin die täglichen Gebete verrichtet, wird er in die Löwengrube geworfen, die der König selbst versiegelt. Am anderen Morgen ist er noch am Leben: „… und man fand keine Verletzung an ihm, denn er hatte seinem Gott vertraut“. Daraufhin lässt der König Daniels Feinde töten und erlässt ein Gesetz, das die reichsweite Achtung des biblischen 1. Gebots festschreibt:

„Er ist der lebendige Gott, der ewig bleibt, und sein Reich ist unvergänglich und seine Herrschaft hat kein Ende.“

### Dan 7: Vier Tiere, Endgericht und Menschensohn
Die nächtliche Vision besteht aus einer Abfolge von Szenen, die jeweils mit „Ich hatte eine Vision/sah/schaute“ eingeleitet sind. Die „Nacht“ ist Bild für die tödliche Verfolgung, der Juden in Israel damals ausgesetzt waren. Die Verse 2–8 beschreiben den Aufstieg von vier großen Raubtieren aus dem von den vier Himmelswinden aufgewühlten Meer. Die Winde signalisieren eine weltweite Thematik: Es geht um die Weltgeschichte. Das Meer steht für die Urflut, das Gottes ordnender Schöpfung entgegengesetzte Chaos (Gen 1,2). Die Tiere (Löwe, Bär, Panther) sind Bilder für antike Weltreiche, deren bestialische Bedrohlichkeit sich steigert: Während die Flügel des Löwen gestutzt und durch ein Menschenherz ersetzt werden, frisst der Bär Fleisch und der Panther hat mehr Flügel und Köpfe als seine Vorgänger. Das vierte Tier erscheint als besonders grausames, maßloses Wesen, das mit gewaltigen eisernen Zähnen alles frisst und zermalmt und mit seinen Füßen alles zertritt. Das elfte seiner Hörner habe drei vorige Hörner ausgerissen und mit einem menschlichen Maul anmaßend geredet. Auf diese Blasphemie folgt in Vers 9–12 das Endgericht: Gott (der „Hochbetagte“) und sein Rat nehmen auf dem Feuerthron Platz, während ungezählte Menschenmengen ihm dienen; Bücher werden aufgeschlagen. Den Tieren wird ihre Macht genommen und sie werden im Feuer verbrannt. Beim vierten Tier wird der Grund wiederholt („wegen der anmaßenden Worte, die das Horn redete“). In Vers 13–14 erscheint der Menschensohn mit den Himmelswolken. Gott übergibt ihm seine Macht, so dass die Menschen „aller Völker, Nationen und Sprachen“ ihm dienen. Sein Reich werde ewig sein.
Gemäß dem Vier-Tiere-Schema in Dan 2 wird der geflügelte Löwe mit Babylonien, der aufgerichtete Bär mit Medien, der vierköpfige Panther meist mit Persien und das vierte Tier dann mit dem Reich Alexanders und seiner Nachfolger identifiziert. Manchmal wird das zweite Tier mit Medien und Persien, schon das dritte dann mit Alexanders Reich und das vierte nur mit den Diadochenreichen identifiziert. Konsens besteht darin, dass das elfte Horn sich auf Antiochos IV., seine Großmäuligkeit sich auf die auch in 1 Makk benannte Tempelentweihung (167 v. Chr.) bezieht.
Deutlich ist der symbolische Kontrast zwischen der aus dem Chaos geborenen Gewalt und Grausamkeit der Weltreiche und dem vom Himmel kommenden Reich des Menschensohns: Während die Tiere alles rauben, fressen und zerstören, herrscht er ohne Gewalt, so dass ihm alle Menschen freiwillig dienen. Das, so die Aussage, sei kein mögliches Ergebnis einer innerhistorischen Entwicklung, sondern allein Gottes Werk, der alle Gewaltherrschaft abbrechen und vernichten werde. Gleichwohl sei es ein wirkliches, irdisches Reich auf dieser Erde.
Die folgende, einem Engel in den Mund gelegte Deutung (Vers 15–27) bestätigt das: Dort wird der Menschensohn mit den „Heiligen des Höchsten“, das heißt dem Volk der toratreuen, in der Verfolgung standhaften Juden identifiziert. Er repräsentiert also in der Vision sowohl Gottes ewige Herrschaft als auch das erwählte Gottesvolk, dem sie zugutekommt. Damit bewahrt diese apokalyptische Vision nach dem Ende des israelitischen Königtums die früheren prophetischen Verheißungen, das endzeitliche Israel werde eines Tages von aller Gewaltherrschaft befreit sein und den weltweiten Völkerfrieden geschenkt erhalten.

### Dan 8–12: Weitere Visionen
- Dan 8: Deutung der Vision und Darstellung einer Religionsverfolgung (möglicherweise unter Antiochus IV. Epiphanes, „dem Erleuchteten“).
- Protest gegen die Tempelschändung durch die Hellenen
- Der Traum vom Widder und vom Ziegenbock und dessen Hörnern:
  1. Die Griechen siegen über die Meder und Perser (8,20), vier griechische Kleinreiche (Diadochenreiche) entstehen
  2. Derjenige, der das tägliche Opfer im Tempel verhindert, der wird ohne Zutun von Menschenhand zerschmettert (8,25)
  3. Gewalt sei unnötig zur Befreiung des Tempels (womit das Buch Daniel möglicherweise eine Antwort gibt auf die im damaligen Judentum unter Antiochos IV. viel diskutierte Frage, wie der Tempel befreit wird)
- In einer Naherwartung (Berechnung in 8,14 und 12,12) soll Israel ermutigt werden, sich für Glaubenstreue und gegen die Fremdherrschaft zu entscheiden.
- Es wird beklagt, dass Israel von den Gesetzen Moses (9:5) und den Propheten (9:6) abgewichen ist, allerdings wird auf einen vergebenden Gott gehofft (9,19)
- Das Kapitel 9 handelt von den siebzig Jahrwochen oder siebzig „Siebenheiten“ (hebr. schabua). Es knüpft an eine Verheißung des Propheten Jeremia (Jer 25,11; 29,10) an, die die Exildauer des Volkes Israel in Babylon auf siebzig Jahre datierte. Die Erweiterung geschah auf derselben Basis, die Strafzeit (70 Jahre Babel) wurde um ein Siebenfaches erweitert.
- Ereignisse der Endzeit bis zum Anbruch des Heils (Kap. 10–12)
- Erscheinung eines Engelsfürsten, Darstellung aus dem „Buch der Wahrheit“
- Die Weltgeschichte entwickelt sich in Kriegen und Feldzügen, allerdings wird bei der Darstellung den „Königen des Südens“ sowie den „Königen des Nordens“ die Ehre der Namensnennung verweigert (möglicherweise den Ptolemäern und den Seleukiden)
- Das „Land der Zierde“, d. h. Israel, fällt vollständig in Fremdherrschaft (11,16)
- Steuervögte werden Israel unterjochen, sie werden zerschmettert, jedoch „weder durch Zorn noch durch Krieg“ (11,20)
- Ein „König des Nordens“ versucht viele in Israel zu zwingen, den Bund (den eigenen Glauben) zu verlassen
- Ein Aufstand wird dabei von den Autoren nur als „kleine Hilfe“ (11,34) gezählt (Möglicherweise der Makkabäer)
- Es wird prognostiziert, dass der „König des Nordens“ und der „König des Südens“ miteinander kämpfen werden und dass der „König des Nordens“ in Jerusalem sein Ende finden wird.
- Es ist im Buch Daniel an verschiedenen Stellen von „Büchern“ die Rede.
  1. 7,10 „es werden Bücher aufgeschlagen“
  2. 10,21 „ich will dir mitteilen, was im Buch der Wahrheit aufgezeichnet ist“
  3. 12,1 „jeder, der im Buch verzeichnet ist“
  4. 12,4 „versiegele das Buch bis zur Zeit des Endes“
- Diejenigen, die im „Buch“ aufgezeichnet sind (Anmerkung: das sind die Gerechten), die werden errettet. Viele, die im Staub des Landes schlafen, werden aufwachen; die einen zum ewigen Leben, die anderen zur Schande, zur ewigen Abscheu.
- Außerdem werden in dieser Endzeit viele Tote in Israel wieder lebendig und erwachen zu ewigem Leben
- Gegengewalt wird verworfen (vgl. 11,20) – Engelsfürsten beschützen in der Zeit der Bedrängnis (12,1)

## Theologie
Das Danielbuch ist eine jüdische Apokalypse und das einzige apokalyptische Buch des Tanach. Diese literarische Gattung findet sich dort sonst nur in Einzelkapiteln wie Jes 24–27, Jes 33 und Sach 1,7–6,8 (Nachtgesichte). Das „Buch der Wächter“ am Anfang des Henochbuchs (1–5; vor 200 v. Chr.) hat die Endzeitvorstellungen in Dan 12 beeinflusst. Hauptmerkmal ist die visionäre, verschlüsselte, nur einem eingeweihten Kreis zugängliche Enthüllung der Zukunft der Weltreiche und der Endzeit in stilisierter Redeform (Dan 2; 4; 7–12).
Nach dem Untergang des jüdischen Königtums und jahrhundertelanger Fremdherrschaft weiten die Autoren die Perspektive auf die Weltgeschichte aus. Sie beanspruchen, Gottes Plan für diese Geschichte und deren Endziel zu erkennen und aufzudecken. Die Abfolge der Weltreiche sei vorherbestimmt und laufe unweigerlich auf Gottes Endgericht zu, der alle Gewaltherrschaft befriste, abbreche und durch seine unvergängliche Herrschaft ablösen werde. Demgemäß heißt Gott im Danielbuch meist „Gott des Himmels“ (zum Beispiel in Dan 2,18 f.; 5,23), nur selten JHWH. Der Titel taucht in nachexilischer jüdischer Literatur und in jüdischen Briefen aus Elephantine (ca. 400 v. Chr.) oft auf und wird als hebräische Variante des ugaritischen Ba’alsamem gedeutet. Diese Gottheit wurde im Hellenismus mit dem höchsten griechischen Gott Zeus Olympios identifiziert. Der Versuch von Antiochus IV., einen Altaraufsatz für Zeus im Jerusalemer Tempel aufzustellen und ihn so mit JHWH zu identifizieren, scheiterte: Das war für toratreue Juden eine todeswürdige Blasphemie. So bezeichnen Dan 8,13; 9,27; 11,31; 12,11 und 1 Makk 1,54  jenes Altarbild und die damit verbundenen angeordneten Praktiken in ähnlichen Worten als „Greuel der Verwüstung“.
Die Apokalyptik Daniels ist eine herrschaftskritische politische Theologie: Ausgehend vom Grundgedanken, JHWH als der Schöpfer lenke die Menschheitsgeschichte, sieht sie das Entstehen immer neuer Weltreiche mit fremden Göttern, die das erwählte Gottesvolk bedrohen, dennoch als Teil seines verborgenen Plans. Nebukadnezar ist typisiertes Beispiel eines Fremdherrschers, der sich und sein Reich durch seine Hybris bedroht, so dass JHWH ihm Träume zukommen lässt und ihn durch toratreue Juden an die Grenzen seiner Macht erinnert. Ohne politische Macht zu beanspruchen, stehen diese für den einzigen Gott und die Eigenständigkeit ihres Glaubens an ihn ein, die auch der fremde Staat zu seinem eigenen Heil respektieren müsse. Weil dieser Staat immer wieder in der Gefahr absoluter Machtansprüche steht, müssen die ihm untergebenen Vertreter des wahren Herrschers JHWH zum Märtyrertod bereit sein.

## Rezeption

### Judentum
Mit der apokryphen Erzählung Bel und der Drache wurde Daniel in die Reihe biblischer Propheten gestellt. Im jüdischen Tanach zählt das Buch jedoch nicht zu den „Propheten“ (Nevi’im), sondern zu den späteren „Schriften“ (Ketuvim), die als letzte und theologisch nachrangige Schriftengruppe kanonisiert wurden. Daniel wurde aus zwei Hauptgründen nicht zu den Propheten gezählt:
1. Der Tora zufolge sprechen Propheten (nevi’im) immer direkt mit Gott und nicht mit Vermittlern wie Engeln. Daniel dagegen habe nie direkt mit Gott gesprochen.
2. Im Judentum spreche ein Prophet (navi) zu seiner Generation, nicht zu nachfolgenden Generationen. Daniels Visionen seien jedoch ausschließlich für die Zukunft und nicht für seine Generation bestimmt.

Raschi zeigt in seinem Talmudkommentar, dass ein Prophet, um als solcher anerkannt zu werden, die Nachrichten, die er empfängt, verbreiten muss. Daniels Prophetien sind zukunftsbezogen, da sie verborgen aussagen, was in der Zukunft geschehen wird. Seine Botschaften wurden jedoch nicht unter der Bevölkerung verbreitet, wie der Text selbst impliziert.
Der jüdische Historiker Flavius Josephus erzählt, dass ältere Männer in Jerusalem Alexander dem Großen bei seinem Einzug Daniels Prophezeiung über den Ziegenbock und den Widder zeigten und er die Prophezeiung auf sich bezogen habe. Er habe die Juden, die nachweislich mit den Persern befreundet waren, sehr freundlich behandelt, obwohl er zu dieser Zeit einen Feldzug gegen Persien und seine Verbündeten führte.

### Urchristentum
Jesus von Nazaret kannte und zitierte Daniels Vision vom Endgericht über die Weltreiche und vom Menschensohn. Er verkündete nicht nur wie Israels Propheten die kommende Gottesherrschaft, sondern auch wie Daniel das Kommen des Menschensohns. Dieser Hoheitstitel erscheint im Neuen Testament ausschließlich in Eigenaussagen Jesu, anders als die nachösterlichen Hoheitstitel der Urchristen (der Christus, Kyrios, Logos usw.). Charakteristisch war Jesu Anspruch, Gottes Herrschaft schon jetzt, unter der noch andauernden römischen Gewaltherrschaft, handelnd vorwegzunehmen. Er verknüpfte das visionäre Symbol einer endlich menschlichen, gewaltfreien Gesellschaft also mit seiner Person und machte „Menschensohn“ zur Selbstbezeichnung. Er beanspruchte damit auch, das erwählte und toratreue Volk Israel zu vertreten. Zugleich veränderte er die apokalyptische Zukunftserwartung: Der Menschensohn sei nicht gekommen, um sich dienen zu lassen (vgl. Dan 7,14), sondern um zu dienen und sein Leben als „Lösegeld für die Vielen“ hinzugeben (Mk 10,45; vgl. Jes 53). Damit schloss er jedes Missverständnis seines Wirkens nach dem Modell irdischer Gewaltherrschaft aus und zog das ewige, unvergängliche Reich des Menschensohns in sein Leiden und Sterben an der Seite der Opfer der Gewaltherrschaft hinein.
Die Offenbarung des Johannes, die während einer Christenverfolgung entstandene einzige apokalyptische Schrift des NT, greift die Bildmotive, Zahlensymbolik und Metaphern von Dan 7 bis 11 auf und bezieht das „Tier aus dem Abgrund“ auf das römische Weltreich.

### Christentum

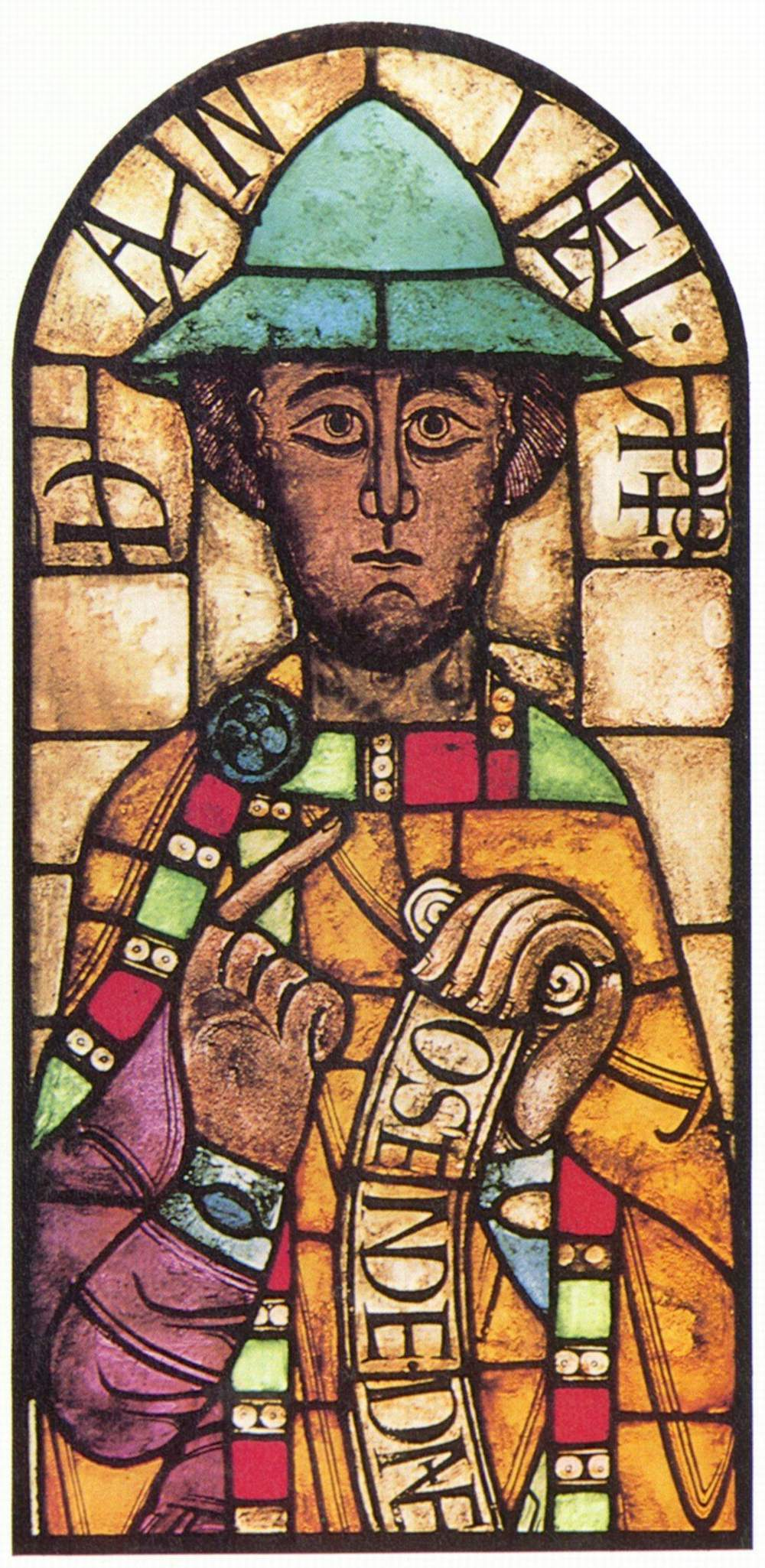
Der Prophet Daniel (Glasmalerei im Augsburger Dom, erste Hälfte des 12. Jahrhunderts)

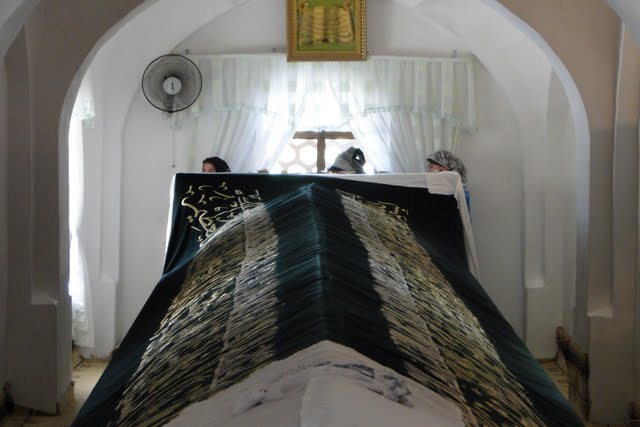
Das Grabmal des Protagonisten Daniel in Samarkand

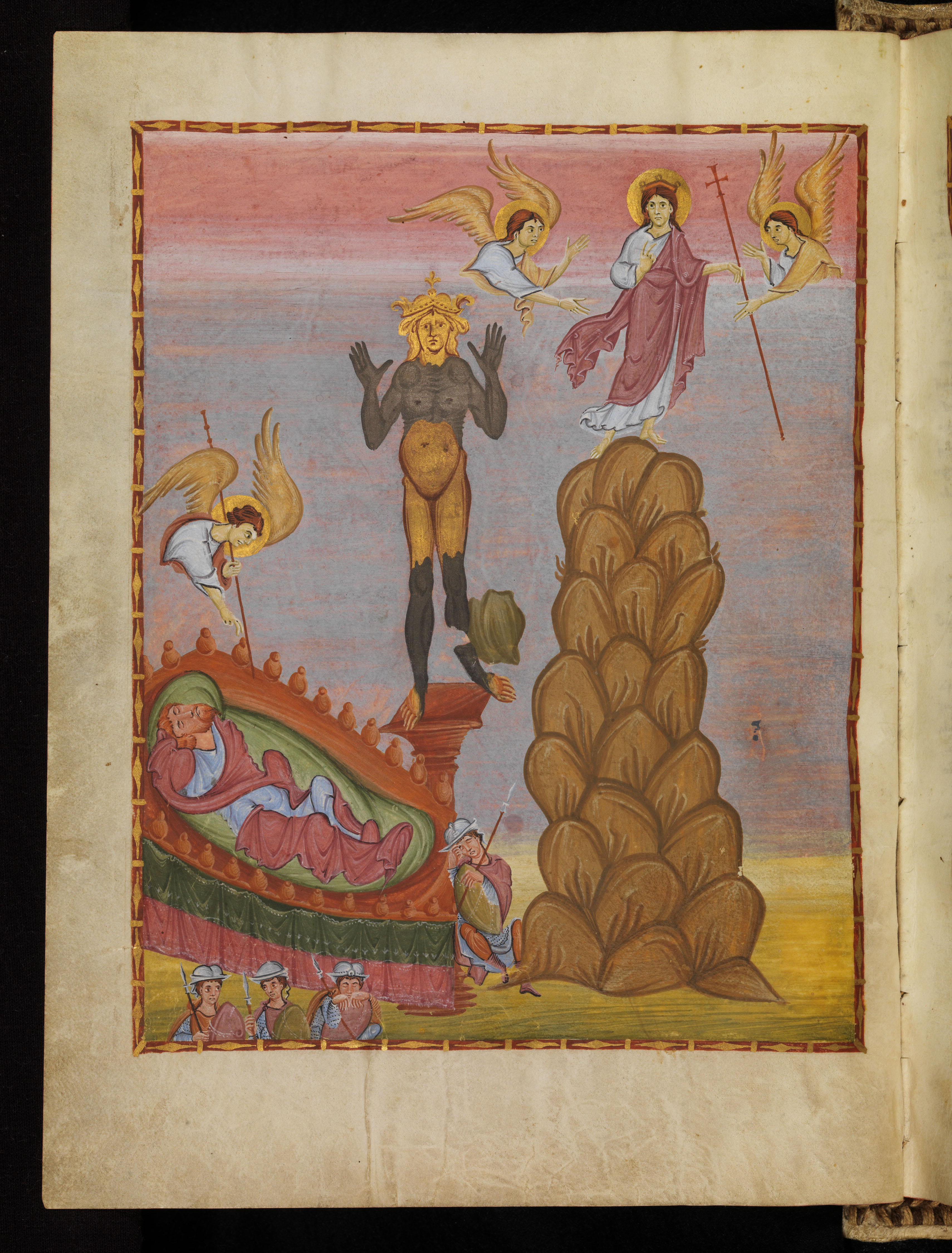
Der Traum des Nebukadnezar (Bamberg, Staatsbibliothek, Msc.Bibl.22, fol. 31v) Reichenauer Buchmalerei, Ende des 10. Jahrhunderts

Das Christentum rechnet Daniel zu den „großen Propheten“. Im Alten Testament (AT) steht es meist nach Jesaja, Jeremia und Ezechiel: in den Bibelausgaben der römisch-katholischen und evangelischen Kirchen vor dem Zwölfprophetenbuch, in denen der Ostkirchen dahinter, also dort am Ende des AT. Katholische und Orthodoxe Kirchen folgten der Septuaginta und nahmen auch deren Zusätze in ihren Bibelkanon auf. Die evangelischen Kirchen folgten dagegen dem masoretischen Text und überlieferten die Zusätze entweder gar nicht oder als Sonderteil deuterokanonischer bzw. apokrypher Texte mit individueller Kapitel- und Versnumerierung (so als Stücke zum Buch Daniel mit drei Kapiteln in Lutherbibeln mit Apokryphen oder als Buch „Zusätze Daniel“ mit den Kapiteln „A“, „B“ und „C“ in einigen Gute Nachricht Bibeln). Seit dem Mittelalter wird das Buch in 12 bzw. 14 Kapitel unterteilt.

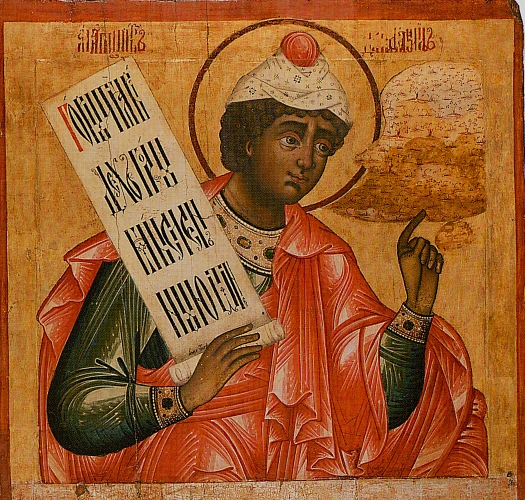
Eine russische Ikone Daniels, der eine Schriftrolle mit seiner Prophetie hält und auf den „ungebrochenen Berg“ deutet. (Dan). Aus dem 18. Jahrhundert.

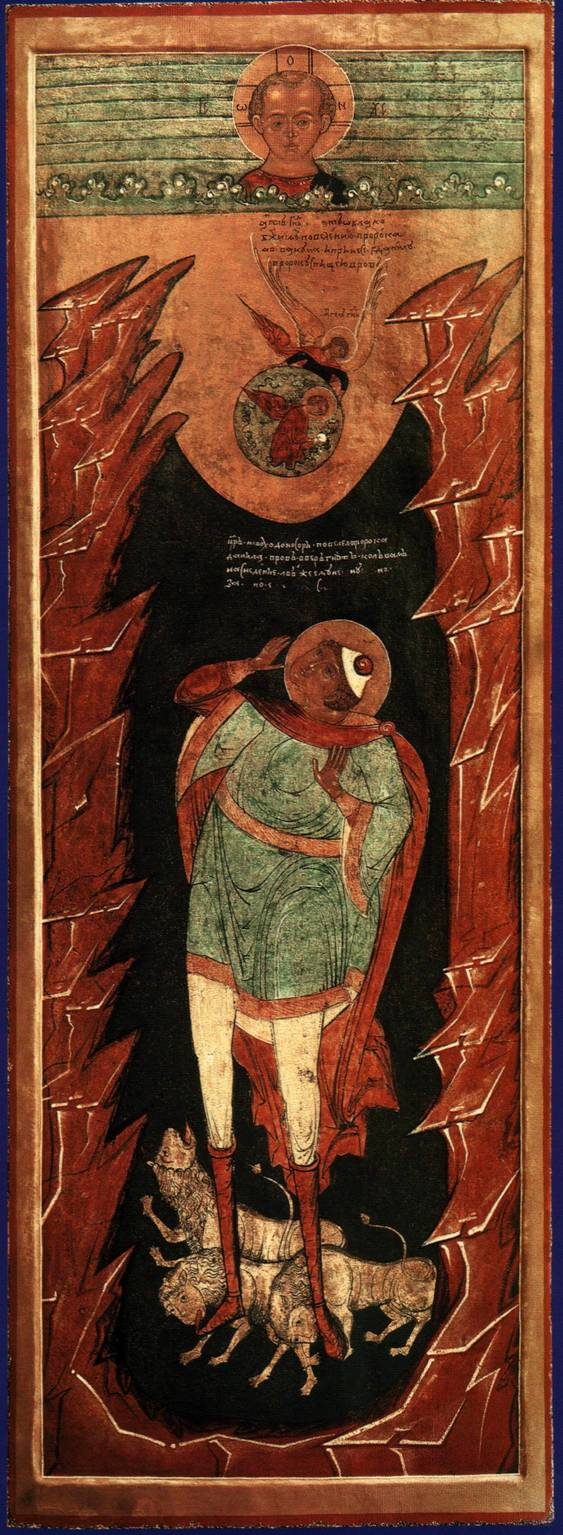
Russisch-orthodoxe Ikone aus dem 17. Jahrhundert von Daniel in der Löwengrube. Oben ist der Logos (Christus, Immanuel) vor seiner Inkarnation dargestellt, darunter Habakuk, der von einem Engel getragen wird.

Daniels Prophetie, die das „Zerstören des Bildes“ vorhersagt (Dan 2,24 f. ) wird in orthodoxen Liedern oft als Metapher für die Menschwerdung Gottes verstanden: Der losgebrochene Stein als Symbol des Logos Jesus Christus, und da er „nicht durch Hände“ losgebrochen wurde, wird dies symbolisch als die Jungfräulichkeit Marias gedeutet. Deshalb wird die Gottesgebärerin in Liedern auch als „ungebrochener Berg“ bezeichnet.
Die orthodoxen Kirchen haben ihre Gedenktage an Daniel und die drei Männer im Feuerofen auf den 17. Dezember und auf den Sonntag der heiligen Vorfahren (den Sonntag zwischen 11. und 17. Dezember) gelegt. Am 17. Dezember erinnern auch die Lutheran Church – Missouri Synod und die Armenische Apostolische Kirche an Daniel und die Männer im Feuerofen. Die römisch-katholische Kirche gedenkt Daniels am 21. Juli, die koptische Kirche am 19. März. Der Prophet Daniel ist als Denkmal für die Schlosskuppel in Berlin von Gustav Blaeser und als Sandsteinfigur von Gustav Blaeser für die Friedenskirche in Potsdam dargestellt.
Bei den Zeugen Jehovas, den Adventisten und den Brüdergemeinden findet das Buch bis heute besonders starke Beachtung.

### Islam
Obwohl Daniel nicht im Koran vorkommt, wird er doch in mehreren Hadithen von Mohammed und anderen beschrieben, wonach derjenige der den Leichnam dieses Propheten findet und beerdigt, ins Paradies eingehen wird. Nach der Weltchronik at-Tabarīs wurde der Leichnam zur Zeit des zweiten Kalifen ʿUmar ibn al-Chattāb (634–644) von Abū Mūsā al-Aschʿarī in Susa im heutigen Persien gefunden und anschließend wieder begraben. Der Leichnam soll unversehrt gewesen sein und einen Ring mit einem Mann und zwei Löwen getragen haben.
Der Geschichtsschreiber Husain ibn Muhammad ad-Diyārbakrī (gest. 1559) überliefert in seiner Weltchronik Taʾrīḫ al-Ḫamīs zu Daniels Siegelring folgende Beschreibung und Erklärung: „Auf dem Siegelring Daniels waren ein Löwe und eine Löwin eingraviert, zwischen denen sich ein Knabe befand, den sie ableckten. Als ʿUmar darauf blickte, schwammen seine Augen in Tränen. Der Hintergrund (sc. des Bildes) war, dass Nebukadnezar, als er die Herrschaft übernommen hatte, prophezeit wurde, dass ihn jemand, der zu seiner Zeit geboren würde, töten werde. Er ließ daraufhin konsequent alle Knaben töten. Und als Daniel geboren wurde, warf ihn seine Mutter in ein Dickicht, in der Hoffnung, dass er so der Tötung entkommen würde. Gott führte ihm daraufhin einen Löwen zu, der ihn schützte, und eine Löwin, die ihn säugte. Das sind die beiden, die ihn ablecken. Und Daniel wollte mit dieser Gravierung auf seinem Siegelring das Gedenken an die erfahrene Güte Gottes aufbewahren.“
Zusätzlich berichten islamische Überlieferungen, dass Daniel, im Arabischen als „Daniyal“ bekannt, in der Stadt Susa (heutiges Schusch, Iran) begraben wurde, nahe der Flussmündung des Shaur, eines Nebenflusses des Karkheh. Im 12. Jahrhundert wurde an diesem Ort ein Komplex errichtet, der jedoch 1869 durch eine Überschwemmung zerstört wurde. Der heutige Mausoleumskomplex des Daniel ist eine Rekonstruktion aus dem 19. Jahrhundert.
Nach einer anderen Überlieferung aus dem 18. Jahrhundert wurden die sterblichen Überreste des Propheten Daniel nach Samarkand gebracht und dort vom zentralasiatischen Eroberer Amir Timur (Tamerlan) bestattet. Timur soll die Überreste während eines Feldzugs in Kleinasien (dem heutigen Türkei-Gebiet) zwischen 1399 und 1404 aus der Stadt Susa nach Samarkand gebracht haben. Das Mausoleum und der Komplex von Chodscha Doniyor befinden sich in der nordöstlichen Ecke der antiken Stadt Afrosiab, auf einer kleinen Anhöhe in der Nähe des Ufers des Flusses Siab.

### Kultur
Einschlägige Szenen des Danielbuches wie Der Gesang im Feuerofen (Dan 3 ) klingen thematisch in Carl Zuckmayers Drama an.
Das Gastmahl des Belsazar (Dan 5 ) schlägt sich in zahlreichen Werken der Bildenden Kunst wie auch in der Literatur nieder.
Vielfältigen Niederschlag in der Bildenden Kunst fand die Szene von Daniel in der Löwengrube (Dan 6 ). Felix Mitterer nannte in Anspielung ein Drama: In der Löwengrube (1998).
Susanna im Bade (Dan 13 ) und ihre Rettung durch den Propheten Daniel sind typologisch nicht nur in der bildenden Kunst, Musik und Literatur, sondern auch in der Rechtswissenschaft bekannt.

## Einzelbelege
1. ↑  Niehr 2016, S. 622.
2. ↑  Jens Schröter: Apokalyptik im frühen Judentum und im Urchristentum. In: Apokalypse und die Rede vom Reich Gottes (= Loccumer Pelikan. Nr. 2/15). RPI, 2015, ISSN 1435-8387, S. 57 (rpi-loccum.de [PDF]).
3. ↑  Dieter Bauer: Das Buch Daniel. Stuttgart 1996, S. 36.
4. ↑  Jürgen Lebram: Daniel/Danielbuch. In: Theologische Realenzyklopädie. Band VIII. de Gruyter, Berlin 1981, S. 325 f.
5. ↑  Niehr 2016, S. 623.
6. ↑  Gerhard Lohfink: Die Bestien und der Menschensohn. In: Gerhard Lohfink: Jesus von Nazaret. Was er wollte, was er war. 3. Auflage. Herder, Freiburg 2012, S. 70.
7. ↑  Seow 2003, S. 3..
8. ↑  Prophetengräber in Nahost. Israelnetz.de, 20. März 2020, abgerufen am 27. März 2020.
9. ↑  Dieter Bauer: Das Buch Daniel. Stuttgart 1996, S. 17–20.
10. ↑  Niehr 2016, S. 619.
11. ↑  Niehr 2016, S. 626 und 628.
12. ↑  Otto Kaiser: Einleitung in das Alte Testament. 4. Auflage. Gütersloh 1978, ISBN 3-579-04458-3, S. 282 f.
13. ↑  Herbert Niehr: Das Buch Daniel. In: Erich Zenger (Hrsg.): Einleitung in das Alte Testament. Stuttgart 2006, S. 510–512.
14. ↑  Koch 2005, S. 25–27.
15. ↑  Dieter Bauer: Das Buch Daniel. Stuttgart 1996, S. 27–29.
16. ↑  Seow 2003, S. 4–7..
17. ↑  Niehr 2016, S. 622.
18. ↑  Mladen Popović, Maruf A. Dhali, Lambert Schomaker, Johannes van der Plicht, Kaare Lund Rasmussen, Jacopo La Nasa, Ilaria Degano, Maria Perla Colombini, Eibert Tigchelaar: Dating ancient manuscripts using radiocarbon and AI-based writing style analysis. In: PLOS ONE. Band 20, Nr. 6, 6. April 2025, ISSN 1932-6203, S. e0323185, doi:10.1371/journal.pone.0323185, PMID 40465545, PMC 12136314 (freier Volltext) – (plos.org [abgerufen am 11. Juni 2025]).
19. ↑  Dieter Bauer: Das Buch Daniel. Stuttgart 1996, S. 65–76.
20. ↑  Dieter Bauer: Das Buch Daniel. Stuttgart 1996, S. 77–90.
21. ↑  Koch 1995, S. 82–89.
22. ↑  Koch 1995, S. 89–95.
23. ↑  Christopher B. Hays: Chirps from the Dust: The Affliction of Nebuchadnezzar in Daniel 4:30 in its ancient Near Eastern Context. In: Journal of Biblical Literature. 126/2, 2007, ISSN 0021-9231, S. 305–325, doi:10.2307/27638436.
24. ↑  Koch 1995, S. 95–105.
25. ↑  Koch 1995, S. 117 f.
26. ↑  Gerhard Lohfink: Die Bestien und der Menschensohn. In: Gerhard Lohfink: Jesus von Nazaret. Freiburg 2012, S. 68–73.
27. ↑  Otto Kaiser: Einleitung in das Alte Testament. Gütersloh 1978, S. 282.
28. ↑  Herbert Niehr: Das Buch Daniel. In: Erich Zenger (Hrsg.): Einleitung in das Alte Testament. Stuttgart 2006, S. 512 f.
29. ↑  Othmar Keel: Die kultische Maßnahmen Antiochus’ IV.: Religionsverfolgung und/oder Reformversuch? In: Othmar Keel (Hrsg.): Hellenismus und Judentum. Vier Studien zu Daniel 7 und zur Religionsnot unter Antiochus IV. (= Orbis biblicus et orientalis. Band 178). Vandenhoeck & Ruprecht, Göttingen; Univ.-Verlag, Freiburg, Schweiz 2000, ISBN 3-525-53992-4, S. 103–111 (Vorschau in der Google-Buchsuche).
30. ↑  Koch 2005, S. V.
31. ↑  Jewish Thought. Who were the prophets? How many? In: shamash.org. Soc.Culture.Jewish Newsgroups. Frequently Asked Questions and Answers, archiviert vom Original (nicht mehr online verfügbar); abgerufen am 6. September 2018 (englisch, S.C.J. FAQ: Section 12.11.).
32. ↑  Gerhard Lohfink: Jesus der Menschensohn. In: Gerhard Lohfink: Jesus von Nazaret. Was er wollte, was er war. Freiburg 2012, S. 446–449.
33. ↑  Stücke zum Buch Daniel: Kap. 1: Die Geschichte von Susanna und Daniel; Kap. 2: Vom Bel zu Babel (Zusatz zum Schluss des Buches Daniel); Vom Drachen zu Babel (Fortsetzung des Vorigen); Kap. 3: Das Gebet Asarjas (Zusatz zu Dan 3,23); Der Gesang der drei Männer im Feuerofen (Fortsetzung des Zusatzes zu Dan 3,23).
34. ↑  Sergei Nikolajewitsch Bulgakow: December 11–17: Sunday of the Holy Forefathers. In: Handbook for Church Servers. 2. Auflage. Übers. von Eugene D. Tarris (2000). Kharkov 1900, S. 453–462; online (Memento vom 26. März 2009 im Internet Archive). In: transfigcathedral.org, abgerufen am 5. Mai 2017 (PDF; 17 kB).
35. ↑  Francis Gigot: Daniel. In: The Catholic Encyclopedia. Band 4. Robert Appleton Company, New York 1908 (online in: newadvent.org, abgerufen am 21. November 2017).
36. ↑  Daniel. In: Joachim Schäfer: Ökumenisches Heiligenlexikon, abgerufen am 21. November 2017
37. ↑  Hartmut Bobzin: Bemerkungen zu Daniel in der islamischen Tradition. In: K. Bracht, D. S. du Toit (Hrsg.): Die Geschichte der Daniel-Auslegung. 2007, S. 167–178, hier: S. 174.
38. ↑  Ḥusain ibn Muḥammad ad-Diyārbakrī: تاريخ الخميس في أحوال أنفس نفيس Tārīḫ al-ḫamīs fī aḥwāl anfas nafīs. 2 Bde. Kairo 1866–1867. Nachdruck Muʾassasat Šaʿbān li-n-Našr wa-t-Tauzīʿ, Beirut 1975. Bd. I, OCLC 910102916, S. 178.
39. ↑  Richard Gottheil, Eduard König: DANIEL, TOMB OF.  In: Isidore Singer (Hrsg.): Jewish Encyclopedia. Band  4, Funk and Wagnalls, New York 1901–1906, S. 429–430.
40. ↑  Мавзолей Дониёр-пайгамбар

| Personendaten    | Personendaten                                                   |
| ---------------- | --------------------------------------------------------------- |
| NAME             | Daniel                                                          |
| ALTERNATIVNAMEN  | דניאל (hebräisch)                                               |
| KURZBESCHREIBUNG | Person aus der Hebräischen Bibel, Protagonist des Buches Daniel |
| GEBURTSDATUM     | 7. Jahrhundert v. Chr.                                          |
| GEBURTSORT       | Jerusalem, Königreich Juda                                      |
| STERBEDATUM      | 6. Jahrhundert v. Chr.                                          |
| STERBEORT        | Babylon                                                         |